# Hamm-Bockum-Hövel

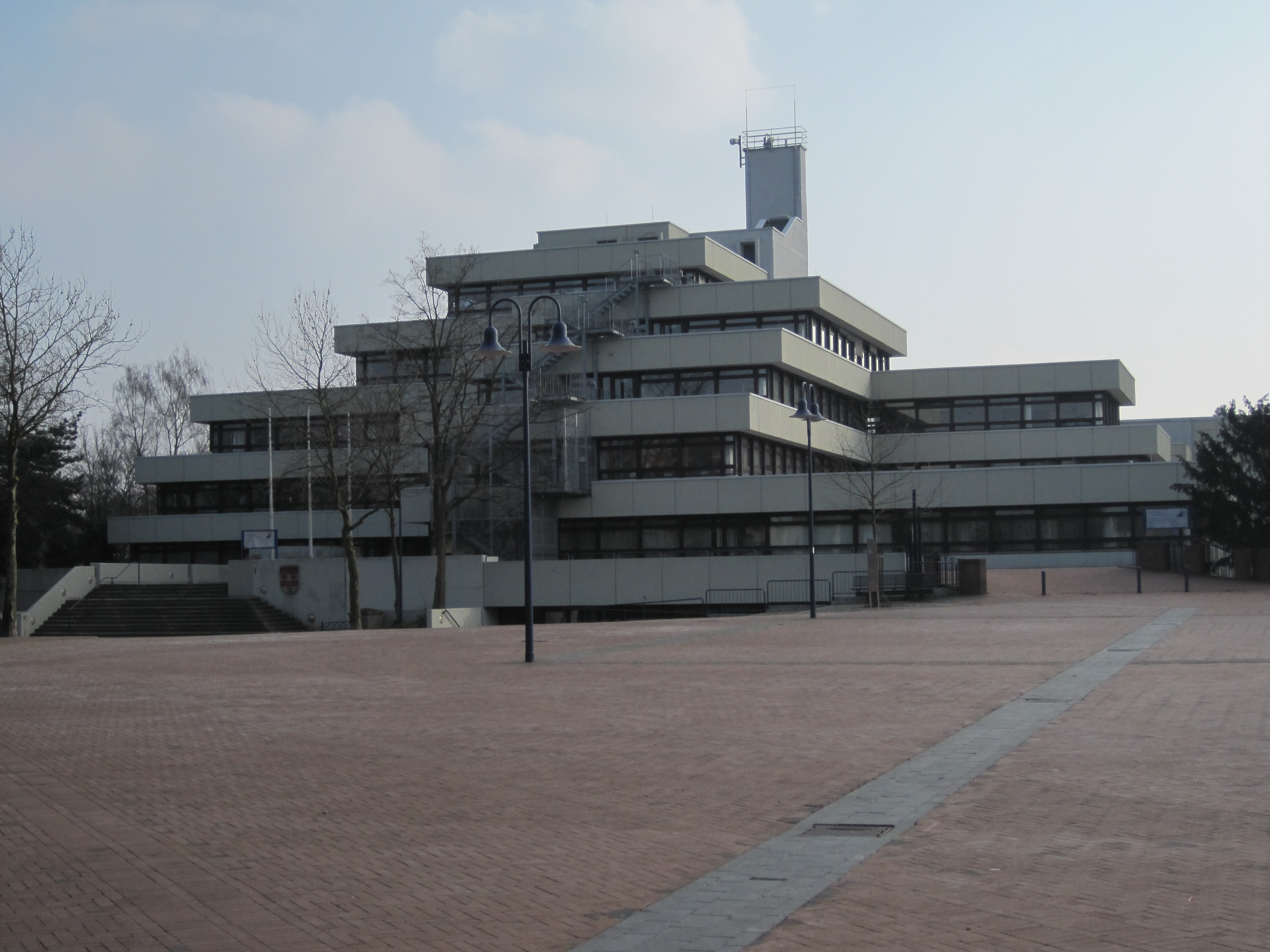
Rathaus Bockum-Hövel, mit Blick vom Marktplatz.

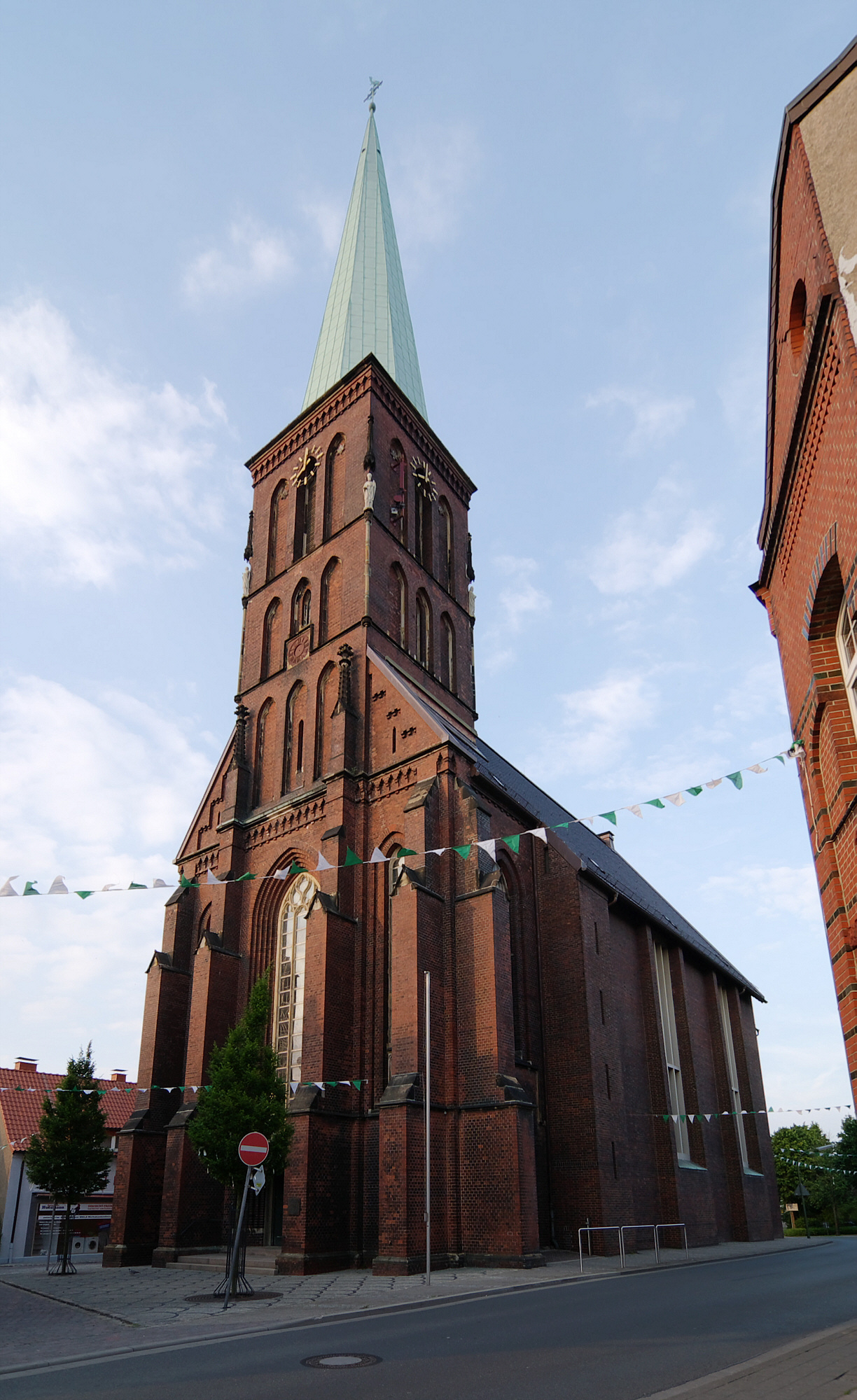
Ältester Kirchstandort in Hövel: Katholische Pfarrkirche St. Pankratius

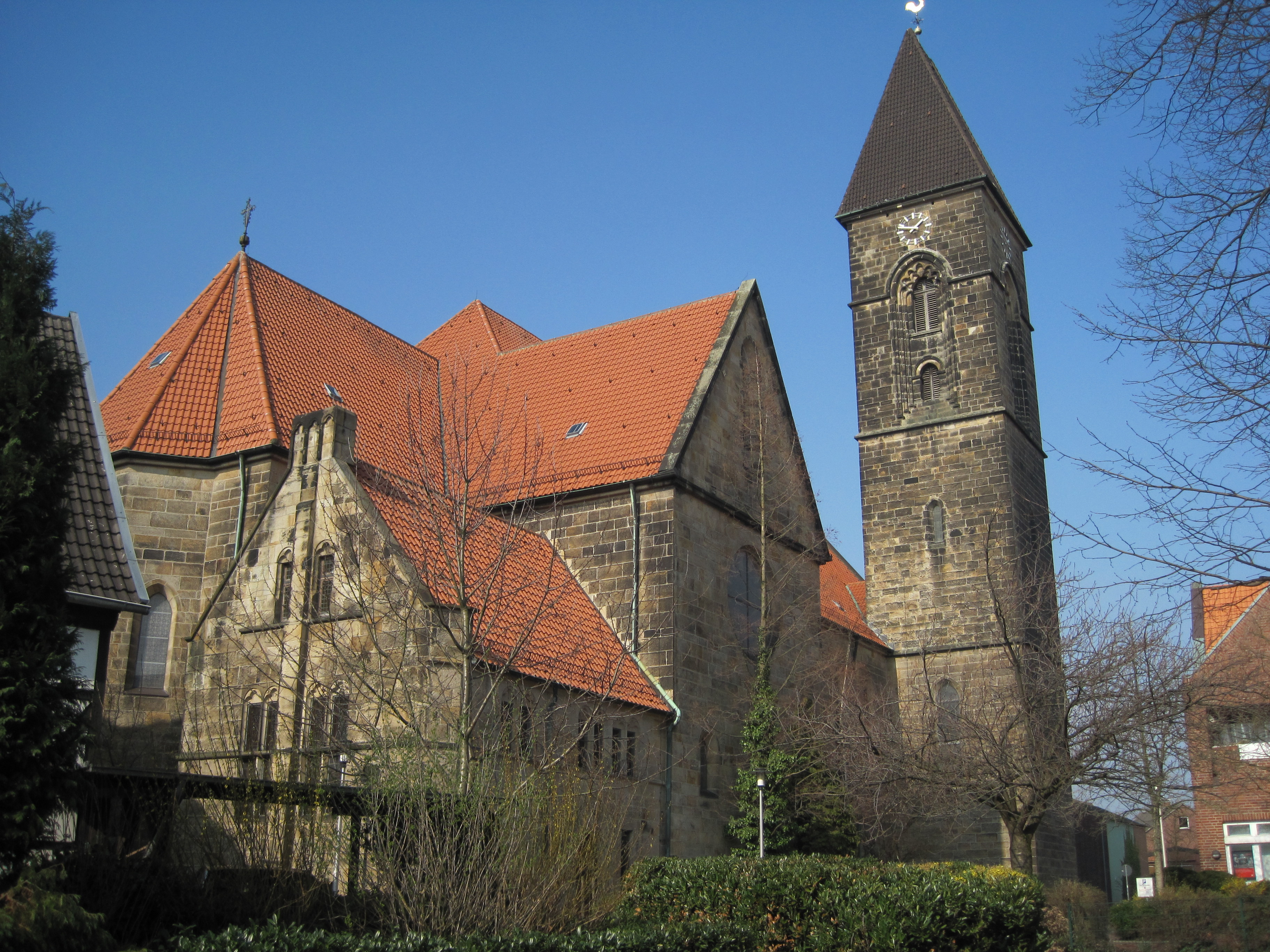
Ältester Kirchstandort in Bockum: Katholische Filialkirche St. Stephanus

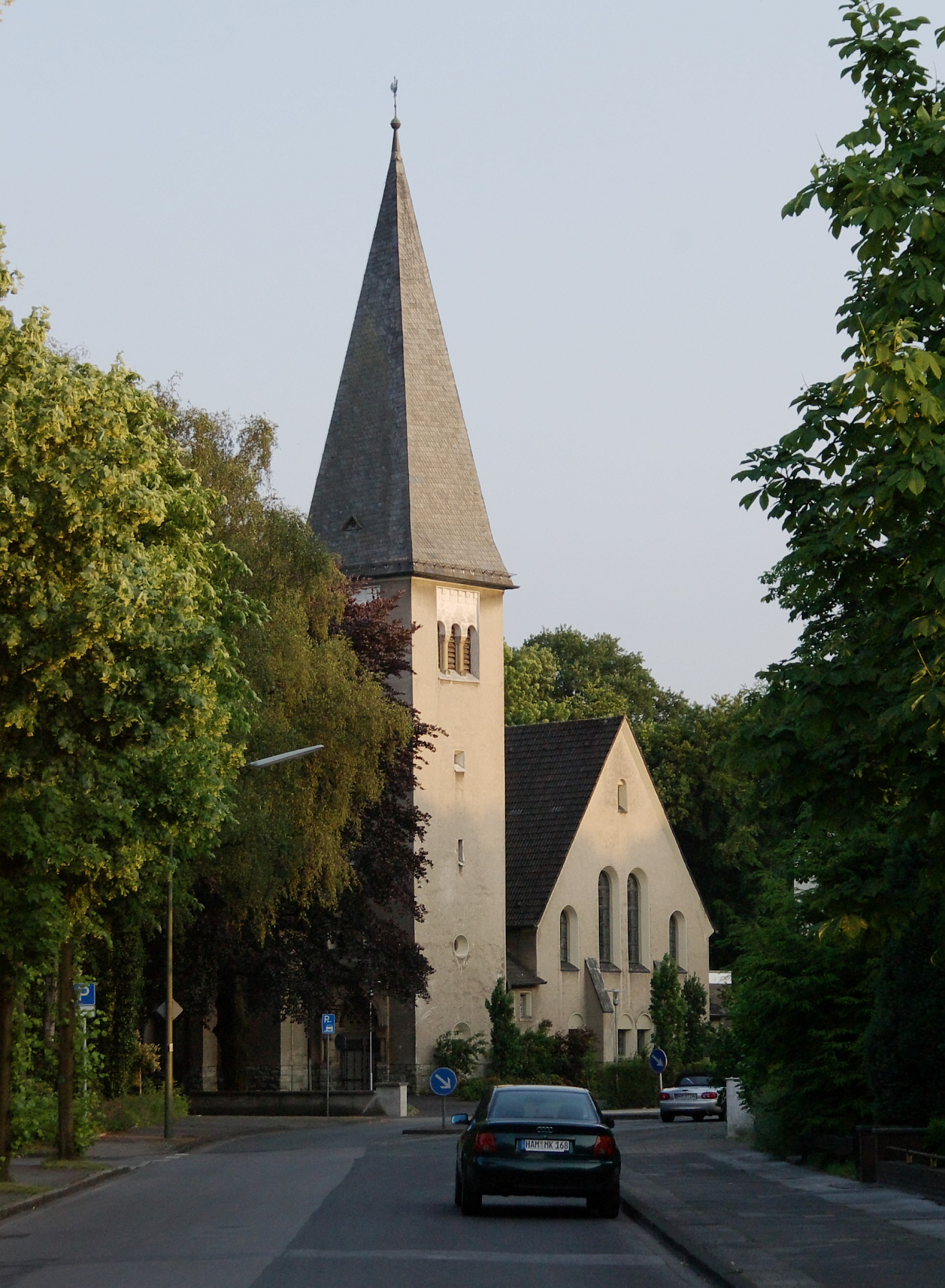
Älteste evangelische Kirche Bockum-Hövels: Evangelische Kreuzkirche

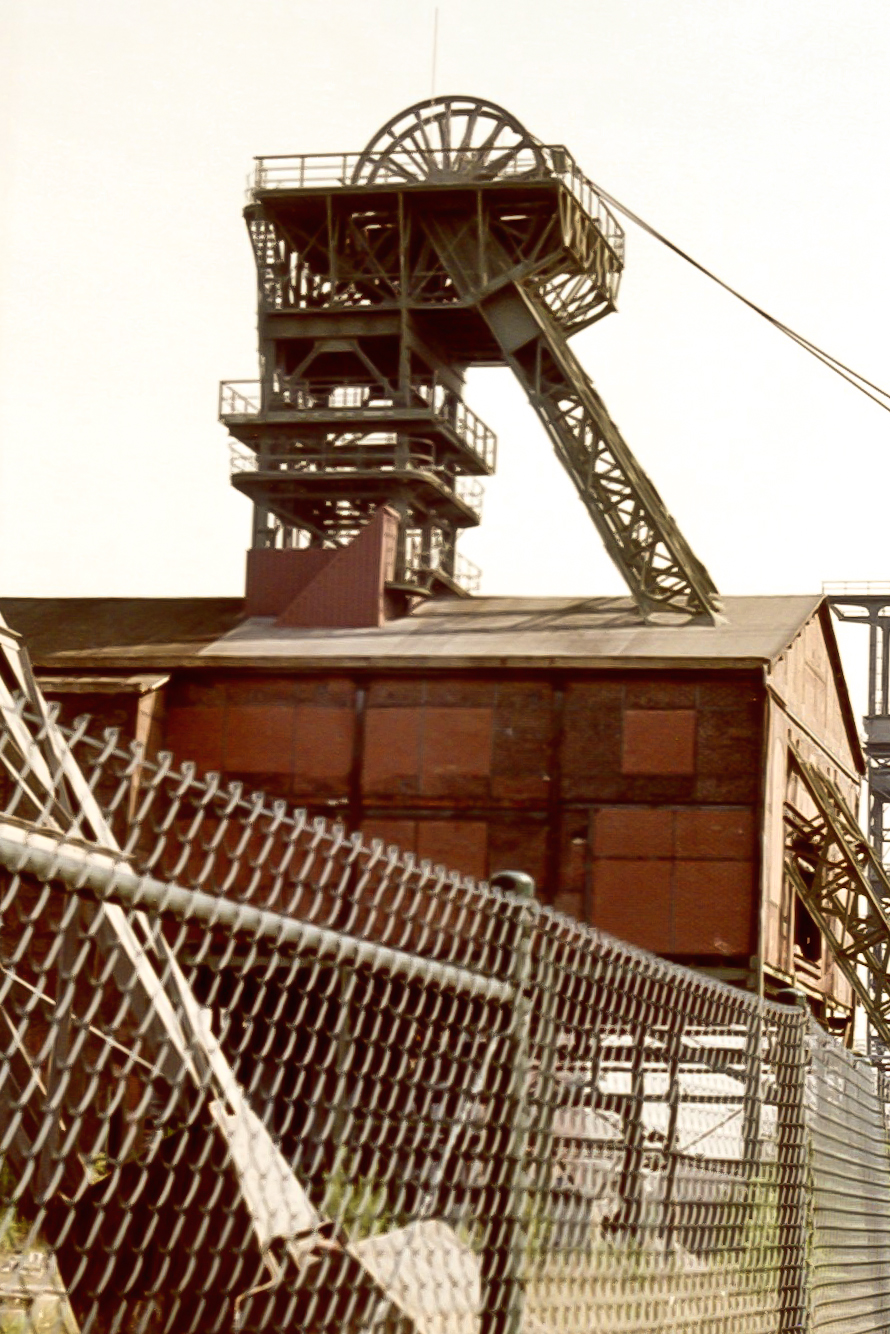
Ihr Bau ließ Bockum und Hövel zusammenwachsen: Zeche Radbod

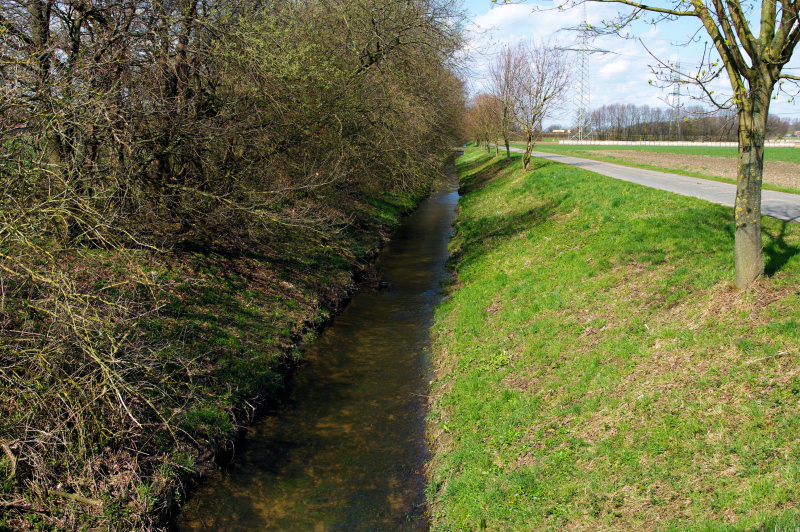
Die Geinegge am Klosterhof

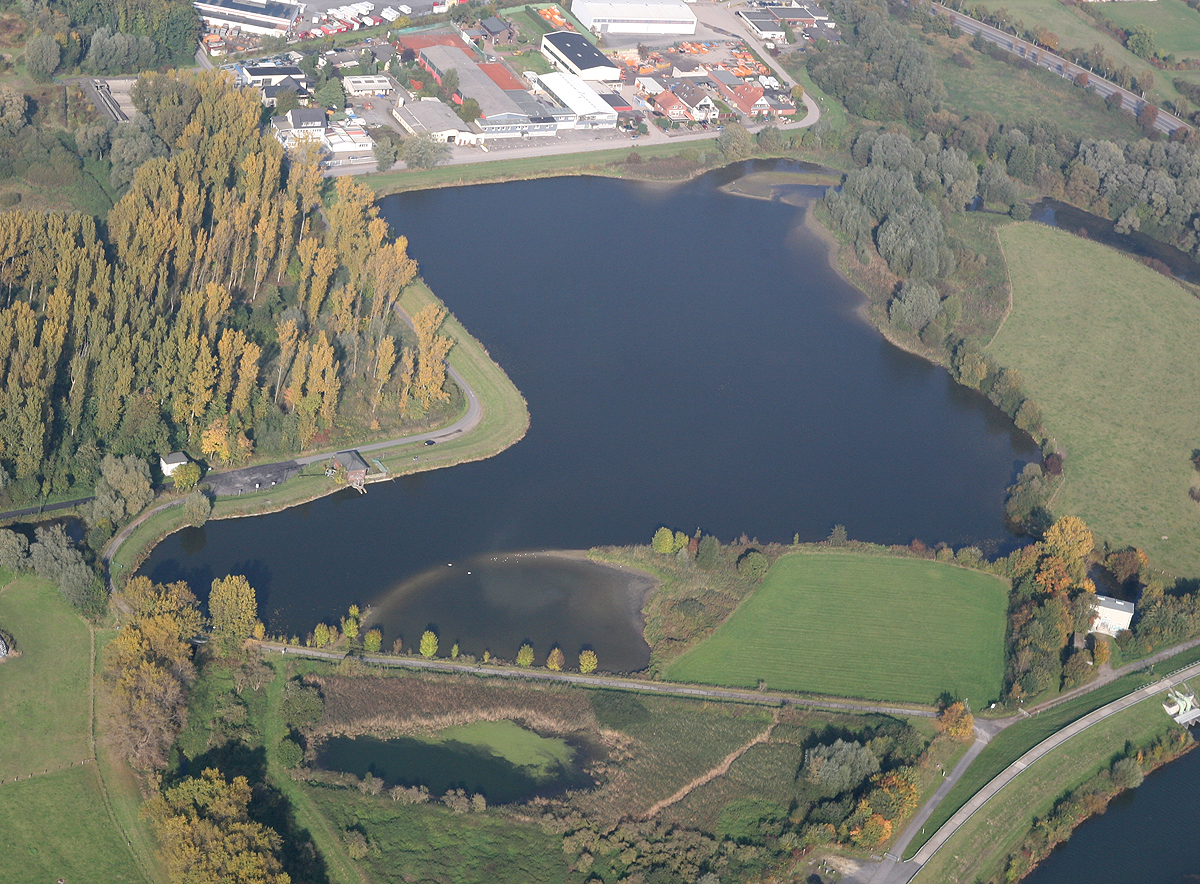
Radbodsee

Hamm-Bockum-Hövel ist ein Stadtbezirk der kreisfreien Stadt Hamm, der aus der früheren Stadt Bockum-Hövel und nördlichen Stadtteilen der alten Stadt Hamm gebildet wurde. Der Bezirk hat 35.540 Einwohner (Stand: 31. Dezember 2017) und bedeckt eine Fläche von 32,68 km² (zum Vergleich: Stadt Hamm 226,25 km²). Die Einwohnerdichte beträgt 1088 Einwohner je km².

## Geographische Lage
Der heutige Stadtbezirk Hamm-Bockum-Hövel liegt nördlich des Rheinzuflusses Lippe. Er ist sowohl Teil des Münsterlandes als auch des Ruhrgebietes. Die östliche Stadtbezirksgrenze verläuft von der Lippe kommend westlich der Bahnstrecke Münster–Hamm. Kurz vor deren Überführung über die Geinegge trennt sich die Grenze in ihrem weiteren Verlauf von der Bahntrasse und läuft östlich über den Kötterberg zur Straße Geinegge. Von dort folgt sie dem Straßenverlauf der Geinegge und des Krähenbusches bis zur B63. Der westliche Rand der B63 – Münsterstraße – bildet den weiteren Verlauf der Bezirksgrenze nach Norden. Im Weiteren ist die Bezirksgrenze deckungsgleich mit der Hammer Stadtgrenze.
An den Ortsteil grenzen im Uhrzeigersinn folgende Städte, Gemeinden und Stadtbezirke an: Im Norden der Kreis Warendorf mit der Stadt Drensteinfurt, im Osten der Stadtbezirk Hamm-Heessen und im Süden die Stadtbezirke Hamm-Mitte und Hamm-Herringen. Nach Westen schließt sich der Kreis Unna mit der Stadt Werne und im Nordwesten der Kreis Coesfeld mit der Gemeinde Ascheberg (Ortsteil Herbern) an. Die Bockum-Hövel umgebenden Bauerschaften sind Geinegge, Hölter, Holsen und Barsen.
Die Koordinaten für die zentrale Ortslage beziehen sich auf das frühere Rathaus, den heutigen Sitz der Bezirksvertretung. Auf diese Koordinaten ist auch die Höhenangabe zu beziehen: 65,53 m ü. NN. Laut dem Statistischen Jahrbuch der Stadt Hamm 2005 befindet sich die höchste natürliche Erhebung im Bezirksgebiet und auch der Stadt Hamm mit 102,0 m ü. NN auf dem Kurricker Berg. Tatsächlich gehören aber nur etwa 10 % des Kurrickers Berges zu Bockum-Hövel; der größere Teil, darunter auch die höchste Erhebung, liegt in Drensteinfurt. Der höchste Punkt im Bezirksgebiet befindet sich vielmehr mit 100,5 m ü. NN westlich der Geineggequelle zwischen Brökers Weg und der Straße „In der Sommerbree“ beim Hof Schulze Krutmann und ist Teil der Lipper Höhen. Der tiefste Punkt liegt mit 37,7 m an der Straße Am Lausbach.

### Naturräumliche Zuordnung
Der Stadtbezirk Bockum-Hövel gehört naturräumlich zur westfälischen Bucht, einer Haupteinheitengruppe in der Systematik der Naturräume. Innerhalb dieser Haupteinheitengruppe gehört das gesamte Gebiet des Stadtbezirkes zur Haupteinheit Kernmünsterland. Das Gebiet von Bockum-Hövel liegt dabei im Norden auf den Lipper Höhen und im Süden im Mittleren Lippetal, beides Untereinheiten des Kernmünsterlandes.

### Historische Zuordnung

#### Münsterland
Die Orte Bockum und Hövel gehörten historisch zum Hochstift Münster und grenzten im Süden und Südosten an die Grafschaft Mark, zu der auch die Stadt Hamm gehörte. Diese Einteilung der weltlichen Herrschaftsbereiche entwickelte sich im 13. Jahrhundert und hatte bis zur Säkularisation des Hochstiftes im Jahr 1803 Bestand. De facto endete sie jedoch schon 1802 durch die preußische Besetzung des Hochstiftes. Somit ist das Gebiet der ehemaligen Gemeinde Bockum-Hövel Teil des historischen Münsterlandes. Dies findet u. a. im hier bis heute teilweise gesprochenen Münsterländer Platt seinen Ausdruck. Ab 1803 gehörte es zum Königreich Preußen und wurde später gemeinsam mit der Grafschaft Mark der Provinz Westfalen zugeschlagen.

#### Ruhrgebiet
Das Gebiet des Stadtbezirkes gehört seit 1905 zum Ruhrgebiet, das zu Beginn des 20. Jahrhunderts mit dem Bergbau weit in das Münsterland hineinwuchs. Im Jahr 1905 nahm das Bergwerk Radbod den Betrieb auf; die Dörfer Bockum und Hövel entwickelten sich dadurch zur Ruhrgebietsstadt Bockum-Hövel. Die für das münsterländische typische ländliche Prägung zeigt sich heute noch in den den urbanen Teil umgebenden Bauerschaften Geinegge, Hölter, Holsen und Barsen. Die Stadt Bockum-Hövel wurde 1975 mit der Stadt Heessen in die Großstadt Hamm eingegliedert. Diese bildet das östliche Ende des Ruhrgebiets.

### Gewässer

#### Fließgewässer
Die Bäche der Gemeinde gehören sämtlich zum Flussgebiet der Lippe. Die Lippe bildet in etwa auch die Grenze zu den südlichen Hammer Stadtbezirken und durchläuft das Gebiet von Bockum-Hövel von Osten nach Westen.

##### Geinegge
Die Geinegge ist als mehr als neun Kilometer langer Nebenfluss der Lippe das bedeutendste Fließgewässer Bockum-Hövels.

##### Eversbach
Der Eversbach hat seinen Ursprung in den Wiesen des Hofes Everding zwischen Hauerwinkel und Hammer Straße. Er durchfließt die ehemalige Zechenkolonie südlich des Industrie- und Gewerbeparks Radbod. Auf einer langen Strecke folgt er dem Lauf der Marinestraße, deshalb ist er auch unter dem Namen Marinebach bekannt. Heute ist er fast ganz verrohrt und hat Bedeutung für die Beseitigung der Abwässer, die er der Lippe zuführt, in die er schließlich mündet.

##### Lausbach
Fast der ganze Lauf des in alten Zeiten sehr fischreichen Lausbachs bildet einen großen Teil der Gemeindegrenze zwischen Bockum-Hövel und Stockum. Er mündet etwa ein Kilometer südwestlich des ehemaligen Hauses Laake, der heutigen Mülldeponie, in die Lippe.

##### Erlenbach
Der Erlenbach hat seinen Ursprung in der Nähe des Bockumer Friedhofs. Er durchfließt Köhnes Büschken, durchquert das Waldstück zwischen Stockumer Straße und Jansenstraße und führt sein Wasser kurz darauf dem Lausbach zu.

#### Radbodsee
Der aus untertägigem Kohlenbergbau der namensgebenden Zeche Radbod entstandene Radbodsee gehört heute zum Naturschutzgebiet Alte Lippe und Radbodsee und ist ein wertvolles Biotop für Wanderfische und Zugvögel.

## Geschichte

### Frühgeschichte
Auf den Lippehöhen gab es schon sehr früh Wohnplätze; die ersten steinzeitlichen Bewohner dürften hier etwa um 1000 v. Chr. gelebt haben. Die ersten schriftlich festgehaltenen Zeugnisse einer Besiedlung stammen aus römischer Zeit. Die Lippehöhen gehörten damals zum Gebiet des germanischen Stammes der Brukterer. Vor den Eroberungsfeldzügen Karls des Großen stand die Region unter der Herrschaft der Sachsen. Zu dieser Zeit war das Gebiet des heutigen Bockum-Hövel für damalige Verhältnisse vermutlich bereits dicht besiedelt. So kommt Bockum in alten Urkunden als Buckheim (Bukheim/Buchenheim) vor, was Ansiedlung bei den Buchen bedeutet.
Karl der Große unterwarf die Sachsen im Jahre 804. Dies verschaffte dem sogenannten heiligen Liudger die Möglichkeit, Westfalen zu christianisieren. Noch im selben Jahr wurde das Bistum Münster gegründet und Liudger sein erster Bischof. Die Franken ließen die alte Gaueinteilung des Sachsenlandes unverändert. Der sächsische Stammesherzog stand also noch immer an der Spitze des Landes. Die Bischöfe hatten lediglich die Oberhoheit über die Kirchen und Klöster.
Um das Jahr 950 ist unter dem Namen Athalheringwik anscheinend der älteste Rittersitz der Region belegt, der Rittersitz Aquak, zu dem vermutlich bereits zu diesem Zeitpunkt eine Bauerschaft gleichen Namens gehörte.

### Grafschaft Hövel
Wann Hövel zu einer eigenen Grafschaft wurde, ist unter Historikern umstritten. Nach den Schlussfolgerungen, die sich aus einer mittelalterlichen Quelle, dem Annalista Saxo, ergeben, wurde ab dem Jahr 1.000 die vorhergehende Herrschaft der Grafen von Werl unter drei erbberechtigten Brüdern aufgeteilt. Das Gebiet des heutigen Bockum-Hövel ging in den Besitz von Bernhard von Werl-Hövel über. Dieser ließ im Jahre 1003 auf dem Hügel (Huvili) im Nordosten des heutigen Stadtbezirks das Haus bzw. die Burg Hövel errichten. Heute befindet sich dort die alte Vikarie (400 m nördlich der St.-Pankratius-Kirche). Die Burg lehnte sich an das Dorf Hövel an. Zu Zeiten ihrer größten Ausdehnung reichte die Grafschaft bis an Münster, Dortmund, Soest und die Paderborner Besitztümer heran. Bernhard von Werl-Hövel gründete anlässlich der Geburt seiner Tochter bzw. Enkelin um 1025 bzw. 1050 die Kirchen St. Pankratius in Hövel und St. Stephanus in Bockum. Eine Pfarre Bockum wird allerdings erst 1092, eine Pfarre Hövel 1193 erstmals urkundlich erwähnt. Als Bernhards Enkelin Adelheid von Lauffen Graf Adolf von Berg-Hövel ehelichte, gelangten Bockum und Hövel in die Hände der Grafen von Berg.
Dem widerspricht Paul Leidinger: Im Annalista Saxo liege eine Verwechslung vor. Der dort erwähnte Bernhard sei mit Bernhard II. von Werl zu identifizieren, Stammvater der Grafen von Arnsberg. Hövel habe bis zum Jahre 1124 in Arnsberger Besitz gestanden und sei erst nach diesem Jahr, als das Arnsberger Grafengeschlecht im Mannesstamm erlosch, über die Arnsberger Erbtochter an die Grafen von Berg gelangt, die mit Adolf II. von Berg verheiratet war. Somit sei Adolf II. von Berg der erste Graf von Hövel gewesen. Vgl. zu diesem Themenkomplex auch den Beitrag Grafen von Hövel. Entsprechend wurden die Stephanus- und die Pankratiuskirche nach dieser Variante nicht durch einen Grafen von Hövel gegründet, sondern sind Gründungen des Bistums Münster. Sie stammen wahrscheinlich noch aus der Zeit der Bistumsgründung nach 804 und sind womöglich vom heiligen Liudger persönlich geweiht worden.
Vermutlich war es schon Graf Eberhard I. von Berg-Altena, der die erste Burg Nienbrügge am Südrand von Bockum-Hövel errichten ließ, um über diesen wichtigen Brückenkopf die südlich der Lippe gelegenen Besitzungen besser kontrollieren zu können. Sein Sohn Arnold von Altena ist für den Ausbau der Burg und der südlich der Lippe angrenzenden Siedlung verantwortlich. Nienbrügge wurde im Jahre 1225 zerstört, als der letzte Graf von Hövel, Friedrich von Isenberg, eine maßgebliche Rolle bei der Ermordung des Erzbischofs Engelbert I. von Köln spielte. Friedrich wurde 1226 in Köln hingerichtet. In der bis 1243 andauernden Erbauseinandersetzung, den Isenberger Wirren, gingen die südlich der Lippe liegenden Gebiete an Graf Adolf I. von der Mark, der den Einwohnern Nienbrügges mit der Stadt Hamm ein neues Zuhause gegeben hatte. Bockum und Hövel, die nördlich der Lippe liegen, gingen hingegen sowohl den Isenbergern als auch den Märkern verloren. Sie standen fortan unter der Herrschaft des Fürstbischof von Münster bzw. des Hochstifts Münster, bei dem die Gogerichtsbarkeit und damit das faktische Herrschaftsrecht lag. Bockum-Hövel gehört bis heute zum Bistum Münster. Die einstige Grafschaft Hövel wurde in die übrigen Besitzungen ihrer neuen Herrscher integriert.

### Hochstift Münster
Nach dem Ende der Grafschaft wurde Burg Hövel von den Herren de Hüvele in Besitz genommen. Diese lebten auch auf der Burg Geinegge, einer Burganlage, die vermutlich schon vor dem Jahre 1200 existierte und ebenfalls im Besitz der Grafen von Hövel stand. Die de Hüvele wuchsen im Laufe der Jahrhunderte zu einem weit verzweigten Adelsgeschlecht an. Besitzungen dieser Familie in Bockum-Hövels Nachbarschaft waren etwa Haus Laake und Haus Stockum. Die Herren de Hüvele führten ein silbernes Wappen mit zwei roten Blockstreifen, den Vorläufer des späteren Stadtwappens von Bockum-Hövel.
Im Jahre 1265 wird der Unterhof Bockum, der spätere Bauernhof Köhne, auf dessen Gelände heute der Ludgeristift steht, erstmals urkundlich erwähnt; gegeben hat es ihn mit ziemlicher Sicherheit bereits zu einem sehr viel früheren Zeitpunkt. Bockums und Hövels Geschichte ist in dieser Zeit geprägt von der Grenzlage zwischen dem Bistum Münster und der Grafschaft Mark mit ihrer neu gegründeten Hauptstadt Hamm, die zum Kölner Einflussgebiet gehörte. Die erste aus Stein erbaute Stephanuskirche datiert auf das Jahr 1270; die Pankratiuskirche wurde zwischen 1325 und 1330 durch ein steinernes Gebäude ersetzt.
Bockum und Hövel gelangten in der Folgezeit mehr und mehr unter die Herrschaft der Herren auf Haus Ermelinghof. Als Gert von Galen, Besitzer von Ermelinghof, 1550 zum evangelischen Glauben übertrat, wurden auch in der Pankratiuskirche lutherische Messen gehalten. Im Jahre 1652 veranlasste der Fürstbischof Christoph Bernhard von Galen (auf Haus Bisping) die Rückkehr der Familie von Galen zu Ermelinghof zum katholischen Glauben. In dieser Zeit führte Pfarrer Baggel den katholischen Gottesdienst in Pankratius wieder ein. Baggel, der ab 1618 während des gesamten Dreißigjährigen Krieges Pfarrer in Hövel war, ist eine der schillerndsten und zwielichtigsten Figuren der Bockum-Höveler Geschichte. 1622 ernannte er sich selbst zum Steuereinnehmer; 1624 zog er wüst liegende Bauernhöfe ein; 1631 erwarb er Burg Hövel und zog dort ein; 1633 brannte ihm die Burg ab, daraufhin beschlagnahmte er die Burg Geinegge, zog dort ein und ließ ihre Nebengebäude teilweise abreißen, um Burg Hövel wiederaufzubauen; 1643 zog er wieder dort ein; 1650 wurde er wegen Veruntreuung von Gemeindegeldern zu einer Geldstrafe verurteilt; 1663 richtete er eine Familienstiftung ein, die nur seiner Verwandtschaft zugutekam. Er starb 1668. Bockum und Hövel wurden vom Dreißigjährigen Krieg stark in Mitleidenschaft gezogen. So wurde die Region 1625 von dem tollen Christian (Christian von Braunschweig-Wolfenbüttel) geplündert. In Bockum musste wegen der Kriegswirren die Stephanuskirche geschlossen werden, in deren Nachbarschaft ein Wolf Quartier bezogen hatte.
Auch im Siebenjährigen Krieg (1756–1763) wurde die ländlich geprägte Region zum Schauplatz von Kriegshandlungen. 1787 wurde Haus Ermelinghof zwangsversteigert, weil die Familie von Galen in Schulden geraten war. Es kam in den Besitz des Freiherrn von Wintgen.

### Großherzogtum Berg
Die Kirchspiele Bockum und Hövel gehörten bis Anfang des 18. Jahrhunderts zum Amt Werne und waren landesherrlich dem Hochstift Münster zugeordnet. Im Reichsdeputationshauptschluss (1803) wurde die Region dem Königreich Preußen zugesprochen, beide Dörfer wurden Teil des neuen Kreises Lüdinghausen. Von den im Tilsiter Frieden (1807) von Preußen abgetretenen Ländern verband Napoleon durch ein Dekret vom 1. März 1808 das Fürstentum Münster sowie andere Gebiete mit dem 1806 errichteten Großherzogtum Berg. Bockum und Hövel gehörten nun zum Kanton Ahlen im Arrondissement Hamm bzw. zum Departement der Ruhr und waren verwaltungsmäßig der Mairie Heessen zugeordnet. Nach dem Abzug der Franzosen (1813) übernahm Preußen, zunächst provisorisch, wieder seine vorherigen rechtsrheinischen Gebiete.
Aufgrund der auf dem Wiener Kongress (1815) getroffenen Vereinbarungen kam die Region dauerhaft zu Preußen. Die Gemeinden Bockum und Hövel wurden unter der preußischen Verwaltung zusammen mit dem Kreis Lüdinghausen dem neuen Regierungsbezirk Münster und der Provinz Westfalen zugeordnet.

### Preußische Herrschaft
Nach der Rückkehr zum preußischen Staatsverband wurden 1816 Bockum und Hövel zu einer Bürgermeisterei vereinigt, die jedoch schon zwei Jahre danach wieder aufgelöst wurde. Bockum und Hövel wurden nun mit Walstedde der Bürgermeisterei Drensteinfurt zugeordnet. Diese Regelung bestand bis 1908. Da infolge der Gründung der Schachtanlage Radbod die Bevölkerungszahlen sehr schnell stiegen, erschien eine eigene Amtsverwaltung nötig. Die vormals etwa 2 km voneinander entfernt liegenden Dörfer Bockum und Hövel bildeten ab dem 1. April 1908 das Amt Bockum-Hövel im Kreis Lüdinghausen, Regierungsbezirk Münster. Dieses Amt wurde zunächst bis 1910 von Schloss Ermelinghof und später dann von einem Amtsgebäude im Dorf Hövel aus verwaltet.
1820 wurden die Wassergräben der ehemaligen Burg Hövel zugeschüttet und der alte Gebäudebestand abgerissen. Burg Geinegge brannte 1840 völlig aus.
Am 26. Mai 1848 wurde die Bahnstrecke Münster–Hamm eröffnet. Das Dorf Hövel war mit dem Bahnhof Ermelinghof daran angeschlossen. 1861 hatten die Dörfer zusammen nur 1242 Einwohner, 2128 im Jahre 1905. Bis zum Ende des 19. Jahrhunderts lebten beide Dörfer vorwiegend von Landwirtschaft, Handwerk und Kleinhandel. Ende des 19. Jahrhunderts kam der Abbau von Strontianit hinzu. Das Mineral wurde ca. 1 km westlich des Kurricker Bergs gefördert, es wurde in der Zuckerindustrie als Katalysator zur Melasse-Entzuckerung benötigt. Allerdings hielt die Nachfrage nach Strontianit nur kurze Zeit an. Nachdem das billigere Coelestin als Ersatzstoff zum Einsatz gekommen war, wurde die Förderung eingestellt.

### Das 20. Jahrhundert bis heute

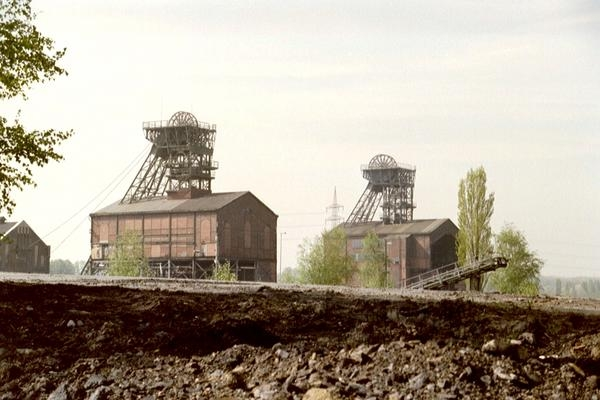
Radbod Schachtgerüste I. und II. im Zustand von 1997

Die Abteufarbeiten für den Schacht 1 der Zeche Radbod begannen am 13. März 1905. Das nach einem Friesenkönig des 8. Jahrhunderts benannte Bergwerk hatte für die stadträumliche und wirtschaftliche Entwicklung der Dörfer nachhaltige Bedeutung.
Beide Dörfer hatten 1905 2128 Einwohner. In den nächsten Jahren setzte eine sich rasch ausweitende Siedlungstätigkeit ein und veränderte den bis dahin landwirtschaftlich und dörflich geprägten Raum zwischen den Gemeinden. Zwischen Bockum und Hövel, aber zunächst ohne funktionalen Bezug zu den alten Dörfern, entstanden mit Ausrichtung auf die Zeche an der Hammer Straße und entlang der Werner Zechenbahn die vom Architekten Karl Siebold aus Bethel bei Bielefeld geplanten gartenstädtisch geprägten Arbeitersiedlungen, wie zum Beispiel die Kolonie Radbod und die Siedlung Wittekindstraße.
Am 12. November 1908 kam es zu einer Schlagwetterexplosion in der Zeche. 348 von 1805 Bergleuten fanden den Tod; zwei weitere verstarben später in der Folge des Unglücks. Das Aufsehen in den Medien und in der Politik war für damalige Verhältnisse ungeheuer groß. Auch Kaiser Wilhelm II. kondolierte, sein Sohn Prinz Eitel-Friedrich reiste zu den Trauerfeierlichkeiten an. Insbesondere die gewerkschaftliche und die sozialdemokratische Presse kritisierte die Arbeits- und Sicherheitsbedingungen im Bergbau massiv. Aus allen Teilen des Reiches trafen Spenden erheblichen Umfangs zur finanziellen Unterstützung der Bergarbeiterfamilien ein.
Bedingt durch das Unglück und die starke Öffentlichkeitsresonanz wurde die Bergaufsicht im Ruhrgebiet verstärkt. Das Bedürfnis, Entstehung und Verlauf von Kohlenstaubexplosionen besser zu verstehen und durch Vorkehrungen verhindern zu können, war Grund der Beteiligung der Bergbau-Berufsgenossenschaft an der Einrichtung von zwei Versuchsstrecken auf dem Gelände des Bergwerkes Derne zwischen 1909 und 1911. In der Konsequenz ersetzten elektrische Gruben- und Helmlampen fortan die bis dahin benzinbetriebenen Leuchtmittel. Das Bergwerksunglück gab zudem den letzten Anstoß zum Bau des St.-Josefs-Krankenhauses an der Hohenhöveler Straße. Es wurde als Gründung des Malteserordens an der Hohenhöveler Straße gebaut (Grundsteinlegung 21. November 1911, Eröffnung 10. März 1913, 100 Betten). Das dafür erforderliche Grundstück stammt aus einer zweckgebundenen Schenkung der Familie von Twickel an die Genossenschaft der Rheinisch-Westfälischen Malteser Devotionsritter. Das Versorgungsgebiet des bis 1974 von Clemensschwestern betriebenen Hospitals war zunächst Bockum-Hövel und die angrenzenden Bauerschaften.
Am 1. Oktober 1976 wurde, offensichtlich aufgrund von Finanzkürzungen des Bundes, die bis dahin an der Albert-Struck-Straße ansässige Malteser-Bundesschule für Schwesternhelferinnen geschlossen.
Die Einwohnerzahl stieg durch den Bergbau bedingt weiter an. 1908 hatte Bockum-Hövel 5290 Einwohner, im Jahre 1914 waren es 13.786. Die von der Zechenverwaltung geworbenen Arbeiterfamilien stammten vorwiegend aus Schlesien, Ost- und Westpreußen, Bayern, Sachsen, Thüringen. Ca. 350 Familien kamen aus Kärnten, der Steiermark und aus dem damaligen Böhmen in Österreich-Ungarn. Zuwanderungsbedingt nahm der evangelische Bevölkerungsanteil in der bis dahin fast gänzlich katholisch geprägten Region nördlich der Lippe stark zu. Für den folgedessen stärker gewordenen evangelischen Bevölkerungsanteil wurden eigene Einrichtungen geschaffen. So konnte die Talschule als evangelische Grundschule gebaut und 1911 mit einer Schülerzahl von 190 Schülern eingeweiht werden.
Gegen Ende des Ersten Weltkriegs zogen zwei jüdische Kaufmannsfamilien in die Gemeinde Hövel. Nach dem Boykott der jüdischen Geschäfte durch die Nationalsozialisten sahen sie für sich keine Zukunft mehr in Deutschland. In der Nacht vom 27. April 1933 flohen sie mit ihren sieben Mitgliedern in die Niederlande. Dort kamen sie nach der deutschen Besetzung erneut in den Machtbereich der Nazis. Zwischen 1942 und 1944 wurden sie nach Auschwitz deportiert und ermordet. Am 5. November 2021 wurden für sie auf Veranlassung der "Stolperstein AG Bockum-Hövel" an der Hohenhöveler Straße und an der Friedrich-Ebert-Straße sieben Stolpersteine verlegt.
Im April 1939 wohnten in Bockum-Hövel 17.401 Einwohner. Am 1. April 1939 vereinigten sich die Dörfer Bockum und Hövel zur amtsfreien Gemeinde Bockum-Hövel. Von da an führte das Postamt (vorher Radbod) und der Bahnhof (vorher Ermelinghof) den Namen Bockum-Hövel.
Zwischen 1940 und 1945 lebten mehr als 4000 Zwangsarbeiterinnen und Zwangsarbeiter in Bockum-Hövel, und zwar weitgehend sowjetische Kriegsgefangene und osteuropäische, deportierte Zivilisten. Sie wohnten auf Bauernhöfen, in Privathäusern, Wirtschaftsbetrieben und vor allem in sieben Lagern, vier davon bei der Zeche Radbod.
1946 betrug die Einwohnerzahl 19.168. Die Bevölkerungsstruktur änderte sich durch den Zuzug von Flüchtlingen aus Schlesien und Ostpreußen in der Zeit zwischen 1945 und 1950 noch einmal nachhaltig.
Am 20. Mai 1956 erhob die Landesregierung von Nordrhein-Westfalen die Gemeinde zur Stadt Bockum-Hövel. Ab den 1960er Jahren entstanden zusätzliche neue Siedlungen, vornehmlich in Einzel- und Reihenhausbauweise an den landschaftlich reizvollen Ortsrandlagen von Bockum und Hövel. Korrespondierend war von 1965 bis ca. 1975 bei Hochkonjunktur und vergleichsweise schlechten Arbeitsbedingungen eine „Fluchttendenz“ aus dem Bergbau zu registrieren. Der Arbeitskräftemangel wurde mit der Anwerbung vornehmlich türkischer Arbeitnehmer ausgeglichen.
Am 1. Januar 1975 wurde die bis dahin dem Kreis Lüdinghausen angehörende, nunmehr 26.210 Einwohner zählende und 31,52 km² große Stadt im Zuge der in Nordrhein-Westfalen durchgeführten kommunalen Neuordnung gegen den Willen der Bevölkerung als Stadtbezirk in die südlich der Lippe liegende, märkische Stadt Hamm eingemeindet (Münster/Hamm-Gesetz). Dies stand im Widerspruch zur historischen, sprachlichen (Münsterländer Platt) und, da nördlich der Lippe gelegen, geographischen Zugehörigkeit Bockum-Hövels zum Münsterland. Trotz des absehbaren Zusammenschlusses wurde in den Jahren 1971 und 1972 noch das Rathaus Bockum-Hövel am Teichweg gebaut. Das Gebäude wird heute als Bezirks- und Bürgeramt sowie für das kommunale JobCenter Hamm genutzt. Das alte Rathaus bzw. Amtshaus in Hövel an der Bahnhofstraße (später Ermelinghofstraße) wurde danach an einen Architekten veräußert und am 7. Juli 1982 bis auf einen kleinen Rest abgerissen.
Nach der Eingemeindung wurde aus der Stadt Bockum-Hövel einer von sieben Stadtbezirken in Hamm. Nach der Hauptsatzung der Stadt Hamm erhielt der aus Teilen des Hammer Nordens und dem ehemaligen Stadtgebiet gebildete Bezirk den offiziellen Namen Hamm-Bockum-Hövel.
1990 wurde die Zeche Radbod stillgelegt. Schon seit Mitte der 1970er Jahre haben sich im Gewerbegebiet Römerstraße alteingesessene Bockum-Höveler Firmen vergrößert bzw. sind diverse auswärtige bzw. neugegründete Unternehmen dazugekommen.

### Historische Burganlagen bzw. Rittersitze im Überblick
Bockum-Hövel weist eine Reihe historischer Burganlagen auf, die heute allesamt nicht mehr erhalten sind.

#### Burg Hövel
Burg Hövel war der Stammsitz der Grafen von Hövel. Nach dem Tod des letzten Grafen von Hövel, Friedrich von Isenberg, im Jahre 1226 ging die Burg als märkisches Lehen an die Herren von Hövel über. In den Händen weiterer Besitzer brannte die Burg ab, wurde wieder aufgebaut und verfiel schließlich völlig.

#### Burg Geinegge
Burg Geinegge ist eine Burganlage der Herren zu Hövel an der Geinegge. Sie lag im Bereich des ehemaligen Freibades Hövel und dem Gelände des Tuwa Bockum-Hövel mit der Ferdinand Hübner Sporthalle.

#### Burg Nienbrügge
Burg Nienbrügge, auf der Nordseite der Lippe an der Mündung der Geinegge gelegen, wurde nach der Tötung des Kölner Erzbischofs Engelbert I. von Köln unter Beteiligung des letzten Grafen von Hövel, Friedrich von Isenberg, geschleift und die Stadt Nienbrügge zerstört. Ihren Einwohnern bot Adolf I. von der Mark eine neue Heimat in der zu diesem Zwecke gegründeten Stadt Hamm.

#### Haus Laake
Haus Laake (auch: Haus Lake) war ein Sitz der Familie von Hövel. 1980 wurde das Anwesen abgebrochen und mit der Städtischen Mülldeponie überbaut.

#### Rittersitz Aquak
Einer der ältesten Rittersitze Bockum-Hövels ist der Rittersitz Aquak, nach dem lange eine eigene Bauerschaft benannt war. Seine genaue Position ist heute unbekannt, er lag aber wohl an der Geinegge.

### Einwohnerentwicklung
Die Einwohnerentwicklung und damit auch die Entwicklung zur Stadt Bockum-Hövel hängt unmittelbar mit der Entwicklung der Zeche Radbod seit 1905 zusammen. War Bockum-Hövel vor 1905 noch sehr ländlich geprägtes, gemeinsames Verwaltungsgebiet zweier Dörfer, die ohne baulichen Zusammenhang in der Südmünsterländischen Landschaft lagen, entstand durch die Zeche ein neuer Siedlungsblock zwischen den Dörfern. Die Kolonie der Bergarbeiter wuchs schnell an, und so entstanden auch der städtebauliche Zusammenhang und der urbane Charakter des heutigen Stadtbezirks. Die starke Abhängigkeit dieser Entwicklung von der Zahl der Bergleute lässt sich anhand nachfolgenden Tabellen erkennen.

#### Einwohner
| Jahr | Einwohner | Jahr (Datum)      | Einwohner      |
| ---- | --------- | ----------------- | -------------- |
| 1800 | 1.250     | 1941              | 17.547         |
| 1816 | 1.282     | 1942              | 17.518         |
| 1843 | 1.624     | 1943              | 18.899         |
| 1858 | 1.779     | 1944              | 18.686         |
| 1861 | 1.242     | 1945              | 19.009         |
| 1871 | 1.719     | 1946              | ca. 19.170ca . |
| 1880 | 1.679     | 1947              | 20.021         |
| 1895 | 1.749     | 1948              | 20.975         |
| 1900 | 1.832     | 1949              | 21.211         |
| 1905 | 2.128     | 1950              | 21.716         |
| 1908 | 5.290     | 1951              | 22.215         |
| 1909 | 5.756     | 1952              | 22.422         |
| 1910 | 6.767     | 1953              | 22.500         |
| 1911 | 9.101     | 1954              | 22.941         |
| 1912 | 12.992    | 1955              | 23.250         |
| 1913 | 13.128    | 1956              | 23.637         |
| 1914 | 13.786    | 1957              | 23.939         |
| 1915 | 12.460    | 31. Mai 1958      | 23.972         |
| 1916 | 13.120    | 1973              | 26.529         |
| 1917 | 13.557    | 31. Oktober 1974  | 26.953         |
| 1918 | 14.000    | 23. Dezember 1974 | 27.018         |
| 1919 | 14.797    | 1975              | 26.210         |
| 1920 | 15.688    | 31. Dezember 1990 | 35.136         |
| 1921 | 16.081    | 31. Dezember 1991 | 35.499         |
| 1922 | 16.586    | 31. Dezember 1992 | 35.658         |
| 1923 | 16.996    | 31. Dezember 1993 | 35.826         |
| 1924 | 16.994    | 31. Dezember 1994 | 36.245         |
| 1925 | 16.939    | 31. Dezember 1995 | 36.621         |
| 1926 | 16.523    | 31. Dezember 1996 | 36.701         |
| 1927 | 16.525    | 31. Dezember 1997 | 36.563         |
| 1928 | 16.628    | 31. Dezember 1998 | 36.287         |
| 1929 | 16.769    | 31. Dezember 1999 | 36.355         |
| 1930 | 17.199    | 31. Dezember 2000 | 36.236         |
| 1931 | 17.342    | 31. Dezember 2001 | 36.111         |
| 1932 | 17.886    | 31. Dezember 2002 | 35.952         |
| 1933 | 17.900    | 31. Dezember 2003 | 35.814         |
| 1934 | 17.929    | 31. Dezember 2004 | 35.807         |
| 1935 | 18.064    | 31. Dezember 2005 | 35.624         |
| 1936 | 17.909    | 31. Dezember 2006 | 35.468         |
| 1937 | 17.929    | 31. Dezember 2007 | 35.274         |
| 1938 | 18.228    | 31. Dezember 2008 | 35.076         |
| 1939 | 17.401    | 31. Dezember 2009 | 34.976         |
| 1940 | 17.540    | 31. Dezember 2010 | 34.863         |

#### Bergleute der Zeche Radbod
| Jahr | Bergleute | Jahr | Bergleute     |
| ---- | --------- | ---- | ------------- |
| 1903 | 162       | 1941 | 2.916         |
| 1908 | 1.805     | 1943 | 3.963         |
| 1909 | 701       | 1947 | 3.491         |
| 1913 | 4.389     | 1950 | 3.851         |
| 1923 | 4.389     | 1954 | 3.837         |
| 1928 | 2.531     | 1960 | 2.574         |
| 1934 | 1.699     | 1974 | 1.463         |
| 1937 | 2.811     | 1989 | ca. 2.000ca . |

Erst mit dem Beginn der Kohlekrise in Deutschland nahm die Bedeutung der Schachtanlage Radbod deutlich ab und erlosch mit ihrer Schließung 1990 endgültig. Sie war bis unmittelbar vor Ende der Steinkohlenförderung der größte Arbeitgeber des Stadtbezirkes.

## Politik
Für Informationen zu den übergeordneten Verwaltungs- und politischen Instanzen:

### Bezirksvertretung
Die Bezirksvertretung hat neunzehn Mitglieder und wird bei der Kommunalwahl auf gesondertem Zettel für fünf Jahre gewählt. Sie wählt aus ihrer Mitte den Bezirksvorsteher oder die Bezirksvorsteherin. Dieser führte den Vorsitz und hat repräsentative Aufgaben.
Die parteiliche Zusammensetzung der Bezirksvertretung muss kein Spiegelbild des Rates sein. Die ist auch dadurch bedingt, dass in den einzelnen Stadtbezirken sehr unterschiedliche Gewichtungen in der politischen Einstellung bestehen.
Die Bezirksvertretung verfügt in örtlichen Angelegenheiten über wichtige Entscheidungs- und Anhörungsrechte. Diese ergeben sich aus der Gemeindeordnung und aus den Satzungen der Stadt Hamm. Die Bezirksvertretung ist u. a. zuständig für die Entscheidung über Neu-, Um- und Ausbau von Straßen, Eintragungen in die Denkmalliste, Einrichtung von Wochenmärkten, Wohnumfeldverbesserungen und Benennung von Straßen.
Bezirksvertreter ist seit 2020 Hartmut Weber als Nachfolger von Vera Dunkel-Gierse.

### Namens- und Wappenerklärung
Das Wappen wurde der Stadt Bockum-Hövel 1955 verliehen. Es zeigt eine Teilung in vier waagerechte Bänder, beginnend oben rot, dann silber (dargestellt als weiß), rot und erneut silber. Diese Einteilung steht für die Herren von Hövel, die ursprünglich de Hüvele hießen. Hüvele bedeutet so viel wie Hügel. Im zweiten Band von oben zeigt das Wappen zwei Bucheckern in den Farben Gold (Gelb) und Rot. Sie symbolisieren den Ortsteil Bockum, dessen Name sich aus der Bezeichnung Buchenheim herleitet. Das untere Band zeigt das Werkzeug der Bergleute, Schlägel und Eisen. Das heutige Wappen ist eine Kunstschöpfung aus verschiedenen Elementen, da es kein älteres einheitliches Wappen für die früher separaten Ortsteile Bockum und Hövel gab. Es wurde anlässlich der Verleihung der Stadtrechte durch die Landesregierung Nordrhein-Westfalens geschaffen. Bei der Eingemeindung der Stadt Bockum-Hövel in die kreisfreie Stadt Hamm wurde keines der Elemente dieses Wappens übernommen. Die Stadt Hamm führte ihr älteres historisches Wappen unverändert weiter.

## Öffentliche Einrichtungen

### Bezirksverwaltung
Das ehemalige Rathaus der Stadt Bockum-Hövel beherbergt heute Bürgeramt, Bezirksvertretung, Kommunales JobCenter Hamm und einige andere Ämter der Stadt Hamm.

### Kindergärten
- Am Frienbusch 17 (Caritas)
- Am Schürbusch 1 (DRK) (Trauminsel)
- Andreasstraße 25, Arnsteinstraße 5 (ev)
- Bänklerweg 41, Barsener Straße 33 (rk) (Kita St. Marien)

- Erlenfeldstraße 6a (rk) (Kita St. Pankratius)

- Ermelinghofstraße 12
- Hammer Straße 136 (ev)
- Hölter 11
- Im Ruenfeld 2
- Karwinkelstraße 25 (Caritas)
- Klemens-Hörster-Straße 5 (rk)
- Krußenkamp 8
- Ludwig-van-Beethoven-Straße 35
- Oranienburger Straße 15
- Rautenstrauchstraße 62
- Schultenstraße 10–12 (Hort)
- Sorauer Straße 18 (rk)
- Südgeist 16 (ev)
- Uphofstraße 34a (ev)[34]

### Schulen
Die älteste Höveler Schule befand sich auf der heutigen Mesenkampschen Besitzung an der Overbergstraße. Als sie um 1800 baufällig wurde, verkaufte sie die Gemeinde samt der Küsterwohnung und baute ein Schulzimmer in einem Hause an der Kirche aus. An dieser Stelle steht heute das Rathaus.
Im Dorf Bockum bestanden zu dieser Zeit zwei Schulräume, von denen einer im heutigen Hause Striepens untergebracht war.
Die große Zuwanderung seit 1905 erfordert neue Schulen. Im Laufe der folgenden zwanzig Jahre wurden sieben Schulgebäude errichtet: 1905 die Stephanusschule, 1909 die Ludgerischule, 1910 die Talschule, 1911 die Pestalozzischule, 1912 die Overbergschule, 1912 die von-Vincke-Schule, 1924 die Freiligrathschule.
Die Talschule wurde durch Kriegseinwirkungen teilweise zerstört und in den Jahren 1948/49 wiederhergestellt.
Der Zustrom von Schülern stellte in den ersten Jahren nicht nur die Verwaltung, die für diese Bauten sorgen musste, sondern auch die Lehrerschaft vor eine schwierige Aufgabe. Die Kinder kamen aus den verschiedensten deutschen Landschaften und benachbarten europäischen Ländern. Eine Schulklasse bot damals ein buntes Bild, was die Herkunft der Schüler betraf. Da saßen Kinder aus Thüringen, Sachsen, Bayern, Schlesien, Ostpreußen, Posen, aus den österreichischen Landesteilen Kärnten, Steiermark und Böhmen, auch aus Ungarn, Polen, Italien und Serbien. Sie brachten sehr unterschiedliche und oft mangelhafte Kenntnisse mit. Dazu waren sie bisher mit verschiedenen Dialekten und Sprachen aufgewachsen. Die Kinder wechselten in dieser Zeit häufig die Schule, da ihre Väter immer wieder auf anderen Zechen des Ruhrgebietes Arbeit annahmen. An- und Abmeldungen von Schülern gehörten zur Tagesordnung.
Der rasante Bevölkerungsanstieg nach dem Ersten Weltkrieg führte zur Gründung zahlreicher weiterer Schulen.
Mit der Gemeindegebietsreform von 1975 wurde Bockum-Hövel nach Hamm eingemeindet. Dabei wurde die ehemalige Nordenfeldmark Hamms, das nördlich der Lippe gelegene Hamm-Norden, auf die Stadtbezirke Hamm-Bockum-Hövel und Hamm-Heessen aufgeteilt. Dadurch kamen weitere Schulen auf Bockum-Höveler Gebiet, darunter das einzige nördlich der Lippe gelegene öffentliche Gymnasium Hamms, das Galilei-Gymnasium.

#### Grundschulen
- Freiligrathschule, Freiligrathstraße 1
- Gebrüder-Grimm-Schule, Berliner Straße 137
- Overbergschule, Overbergstraße 12
- Talschule, Hohenhöveler Straße 31
- von-Vincke-Schule, Dörholtstraße 17[34]

#### Hauptschulen
- Hardenberg-Schule in Bockum, Stefanstraße 51b

#### Realschule
- Realschule Bockum-Hövel, Wernerstraße 9[34]

#### Gesamtschule
- Sophie-Scholl-Gesamtschule in Bockum, Stefanstraße 42[34]

#### Gymnasium
- Galilei-Gymnasium, Dr.-Voßhage-Straße 1[34]

#### Sonderschule
- Paul-Dohrmann-Schule in Bockum[34]

#### Berufsschulen
- Bergbau-Berufsschule
- Elisabeth-Lüders-Berufskolleg
- Eduard-Spranger-Berufskolleg[34]

### Krankenhaus
Das St. Josef-Krankenhaus, Albert-Struck-Straße 1, ist ein Krankenhaus der Grund- und Akutversorgung mit 217 Betten in sechs Fachabteilungen. 2017 wurde bekannt, dass das St.-Josefs-Krankenhaus geschlossen und in die St.-Barbara-Klinik in Hamm-Heessen verlegt werden soll. Das Datum des Umzugs wurde mehrfach verändert. Stand Anfang 2022 war er für Ende 2022 vorgesehen.

### Alten- und Pflegeheime
- Seniorenstift Ludgeri GmbH
- Ludgeristift Hövel, Ermelinghofstraße 14–18
- Ludgeristift Bockum, Südgeist 1a
- Ludgeristift „An der Kreuzkirche“, Hammer Straße 138[34]

### Sonstige öffentliche Einrichtungen
- Hallenbad Sportaquarium Bockum-Hövel, Hammer Straße 134a. Das Sportaquarium/Hallenbad Bockum-Hövel weist als Besonderheit eine Liegewiese auf, die vom Zechenbusch – einer Parkanlage mit Waldcharakter – eingerahmt wird.
- Adolf-Brühl-Stadion ehemals Adolf-Brühl-Kampfbahn (Stadion für Leichtathletik und Fußball sowie zugehörige Trainingsplätze, Spielstätte des SVA Bockum-Hövel). Es wurde am 2. August 1925 eröffnet.
- Gebrüder-Grimm-Turnhalle (Leistungszentrum für Volleyball).
- Altentagesstätte, Friedrich-Ebert-Straße
- Haus der Begegnung, Friedrich-Ebert-Straße 23
- Bezirksbücherei Bockum-Hövel im „Haus der Begegnung“, Friedrich-Ebert-Straße 23
- eine Polizeiwache des Polizeipräsidiums Hamm, Friedrich-Ebert-Straße 16
- der Hallohbusch (Park und Waldanlage in Hövel)
- Jugendzentrum, Schultenstraße 10
- Jugendzentrum, Im Ruenfeld 2[34]

- Der ebenfalls für verschiedene Veranstaltungen nutzbare Saalbau Bockum-Hövel steht in privater Trägerschaft.[38]

## Wirtschaft
Bedeutende Arbeitgeber und Traditionsunternehmen am Ort sind:
- BBA – Boden- und Baustoff-Aufbereitung[39]
- Futtermittelerzeuger NRG[40]
- Haase (REWE, Reisebüro und Lottoannahmestellen), 60 Mitarbeiter + 5 Azubis[41]
- Handelshof, seit September 2010 angesiedeltes Cash and carry-Unternehmen mit Verkauf an Hotellerie, Gastronomie, Großverbraucher und Selbstständige, ca. 120 Beschäftigte[42]
- Heckmann, Straßen- und Tiefbau, Gewerbebau, 200 Mitarbeiter[43]
- Hella-Werk (Werk 4, Fabrik für Karosserie-Elektronik, Heizungsregelung und Kleinserien; 1054 Beschäftigte)[44]

- Hesse GmbH & Co. KG, Hersteller von Lacken und Beizen für Holzoberflächen, über 450 Beschäftigte[45]
- Hosselmann KG, größerer Filialbäcker, mehr als 1000 Beschäftigte (Firmensitz und Produktion)[46]
- Industrie- und Anlagensanierer BELFOR DeHaDe GmbH (Sicherung und Reparatur havarierter Maschinen und Anlagen, Modernisierung; 65 Beschäftigte)[47]
- Kaufland[48]

- Krampe Harex GmbH & Co. KG, Hersteller von Strahlmitteln, Stahlfasern, Polypropylenfasern für Industrieböden und Tunnelbau, Glasfasern, 75 von europaweit 135 Mitarbeitern in Bockum-Hövel[49]
- Ludgeristift, Soziale Einrichtungen KG, 230 Mitarbeiter[50]
- REWE Dörholt
- Schanzenbach Snack GmbH, 10 Mitarbeiter, traditionelles Familienunternehmen der Gastronomie[51]
- St. Josef-Krankenhaus, 217 Betten in sechs Fachabteilungen, ca. 400 Mitarbeiter, jährlich etwa 8.200 stationäre Patienten, von überregionaler Bedeutung ist die Handchirurgie und die größte Belegabteilung für Hals-Nasen-Ohren-Heilkunde im Raum Hamm[52]
- SMT Scharf AG, Bergbauausrüster, Weltmarktführer bei entgleisungssicheren Bahnsystemen für den Bergbau, ca. 150 Mitarbeiter in Bockum-Hövel, Gesamtzahl der Mitarbeiter 273, Niederlassungen in Neunkirchen im Saarland, Tychy in Polen und Kya Sands in Südafrika, seit April 2007 börsennotiertes Unternehmen[53][54][55]

- Spar- und Darlehnskasse Bockum-Hövel, gegründet am 18. November 1883, genossenschaftlich organisiert, 11.041 Mitglieder, insgesamt 55 Mitarbeiter, 7 Auszubildende (2009).[56]

## Vereine
- Allgemeiner Schützenverein Hamm-Nordenfeldmark 1925 e. V.
- Bockumer Bürgerschützen e. V. 1912
- Bürgerschützenverein Hövel 1906 e. V.
- DLRG

- Elterninitiative Am Eichenwäldchen e. V.
- Fußballverein Westfalia Bockum-Hövel
- Kleingärtnerverein Ontario e. V.
- Kolping (Fußball, Karneval u. ä.)
- Mandolinen- und Gitarrenorchester 1956
- KC Rote Funken 1974 e. V. (Karnevalsverein)
- S.G.V. und Heimatverein e. V. Bockum-Hövel
- S.L.C. Bockum-Hövel 1956 e. V. (Skiclub, Judo u. ä.)
- Sozialverband Vdk
- SG Bockum Hövel 2013 e. V.
- Turn- und Wassersportverein 08 e. V.
- TC Bockum-Hövel e. V.

## Verkehr

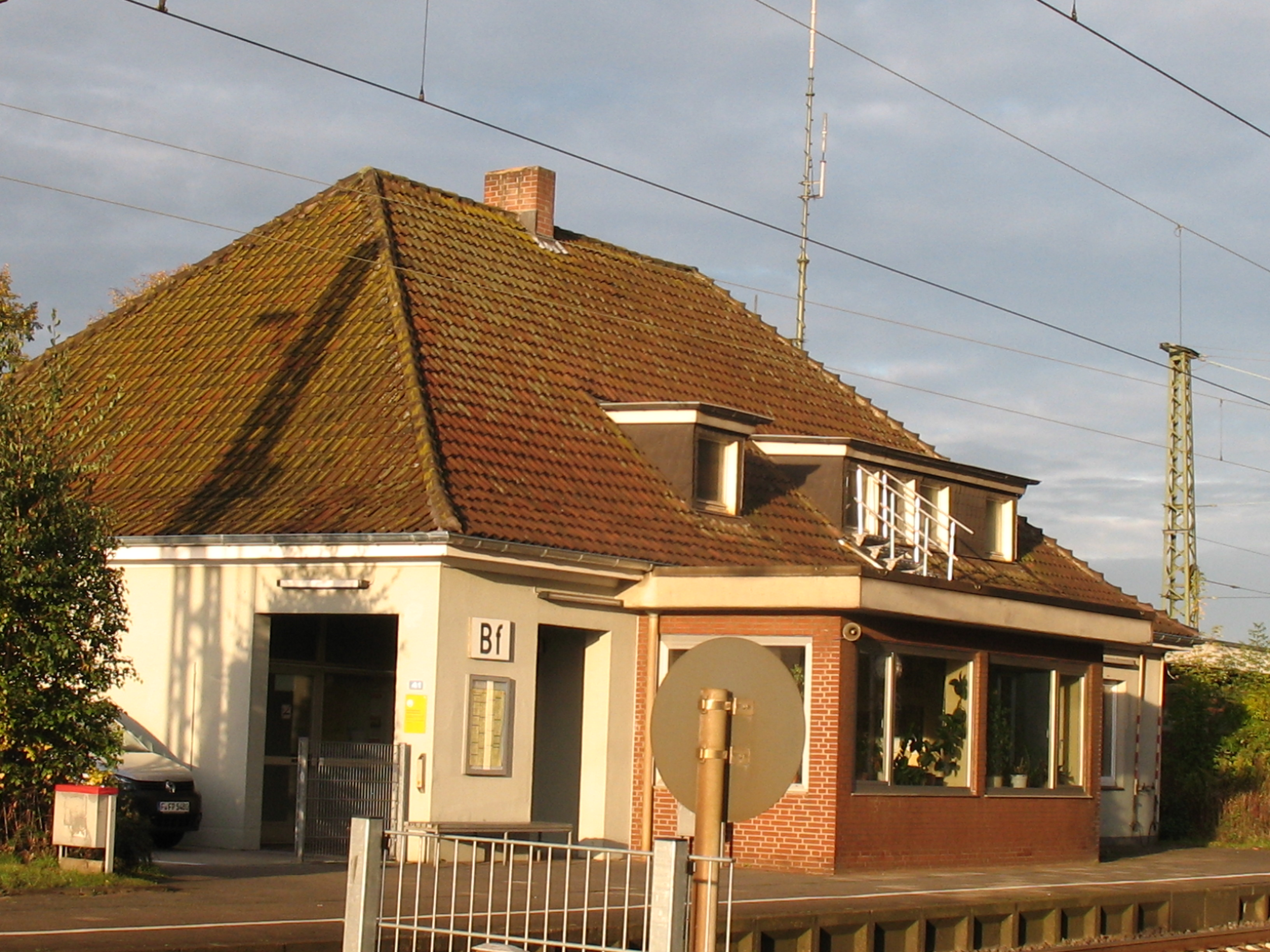
Bahnhof Bockum-Hövel, 2012

Siehe auch: Benennung der Straßen in Bockum-Hövel
Der Stadtbezirk Hamm-Bockum-Hövel ist durch den an der Bahnstrecke Münster–Hamm gelegenen Bahnhof Bockum-Hövel an das deutsche Eisenbahnnetz angebunden. Der Bahnhof wird von den durch die Eurobahn betriebenen Regionalbahnen RB 69 (Münster – Bielefeld) und RB 89 (Rheine – Warburg) bedient. In den Früh- und Abendstunden hält auch der Regionalexpress RE 7 (Rheine – Münster – Köln – Krefeld) im Bahnhof Bockum-Hövel. Betreiber ist National Express.
Bis 1985 verkehrte zudem auf der Strecke der Werne–Bockum-Höveler Eisenbahn ein Personenwagen über Stockum nach Werne. Dieser wurde an die planmäßig einmal täglich in jede Richtung verkehrenden Güterzüge angehängt. Eine Planung der Stadt und des Landes Nordrhein-Westfalen sieht für die Zeit nach 2023 auf diesen Strecken die Einrichtung zweier Stadtbahnlinien vor, eine Linie als Regionalstadtbahn unter Nutzung der Hamm–Osterfelder Bahn über Bockum-Hövel, Werne, Bergkamen, Lünen nach Dortmund und eine weitere als Stadtbahn von Bockum-Hövel über Hamm nach Werries.
Am 2. Januar 1954 wurde die bis dahin im Inselbetrieb betriebene Linie 4 (Hamm – Bockum) der Straßenbahn Hamm endgültig eingestellt und in den Busverkehr überführt. Heute ist der Stadtbezirk durch die Buslinien 2, 4 und 9 der Stadtwerke Hamm in das Stadtbusnetz von Hamm integriert. Es verkehren zusätzlich die Regionalbuslinien R14 und S10 der Verkehrsgesellschaft des Kreises Unna (VKU). Das gesamte Hammer Stadtgebiet gehört zur Verkehrsgemeinschaft Ruhr-Lippe.
Die Bundesstraße 63 tangiert den Stadtbezirk im Nordosten und über die in der Stadt Werne gelegene Anschlussstelle „Hamm-Bockum/Werne“ ist der Stadtbezirk seit 1969 über die A1 (Hansalinie) an das Netz der Bundesautobahnen angeschlossen.
Anschluss an das europäische Wasserstraßennetz besteht über den Stadthafen Hamm direkt südlich und südöstlich hinter der Stadtbezirksgrenze zu den Stadtbezirken Hamm-Mitte und Hamm-Herringen.

## Religionen

### Katholische Kirche
Das ehemalige Stadtgebiet Bockum-Hövels gehört zum Bistum Münster. Bis zum 31. Dezember 2004 bestanden folgende selbstständige Pfarrgemeinden als Dekanat Hamm-Nord, Kreisdekanat Warendorf des Bistums Münster zu Bockum-Hövel: St. Stephanus und Herz Jesu (Bockum); St. Pankratius und Christus König (Hövel); Maria Königin (Hamm-Norden).
Der Bischof von Münster, Reinhard Lettmann, legte die Bockumer Gemeinden St. Stephanus und Herz Jesu sowie die Höveler Gemeinden St. Pankratius und Christus-König mit Wirkung vom 31. Dezember 2004 zu einer neuen Kirchengemeinde unter dem Namen „Katholische Kirchengemeinde Heilig Geist Bockum-Hövel“ zusammen. Pfarrkirche der neuen Kirchengemeinde ist die Kirche St. Pankratius. Die Kirchen Christus König, Herz Jesu und St. Stephanus sind Filialkirchen. Die Kirchen behielten ihre bisherigen Patrozinien. Die Zusammenlegung der katholischen Kirchengemeinden Christus König in Hamm, Herz Jesu in Hamm, St. Pankratius und St. Stephanus in Hamm zu einer neuen Kirchengemeinde unter dem Namen „Katholische Kirchengemeinde Heilig Geist Bockum-Hövel“ wurde für den staatlichen Bereich durch die Bezirksregierung Arnsberg anerkannt.
Mit Urkunde des Bischofs von Münster vom 2. November 2005 wurden die katholischen Kirchengemeinden Maria Königin (Stadtbezirk Bockum-Hövel) und Herz Jesu (Stadtbezirk Heessen) in Hamm-Nord unter dem Namen „Katholische Kirchengemeinde Clemens August Graf von Galen“ mit Wirkung vom 27. November 2005 zusammengelegt. Die staatliche Anerkennung erfolgte mit Urkunde der Bezirksregierung Arnsberg vom 12. Dezember 2005.

#### Kirchgebäude bzw. katholische Kirchen

##### St.-Pankratiuskirche Hövel

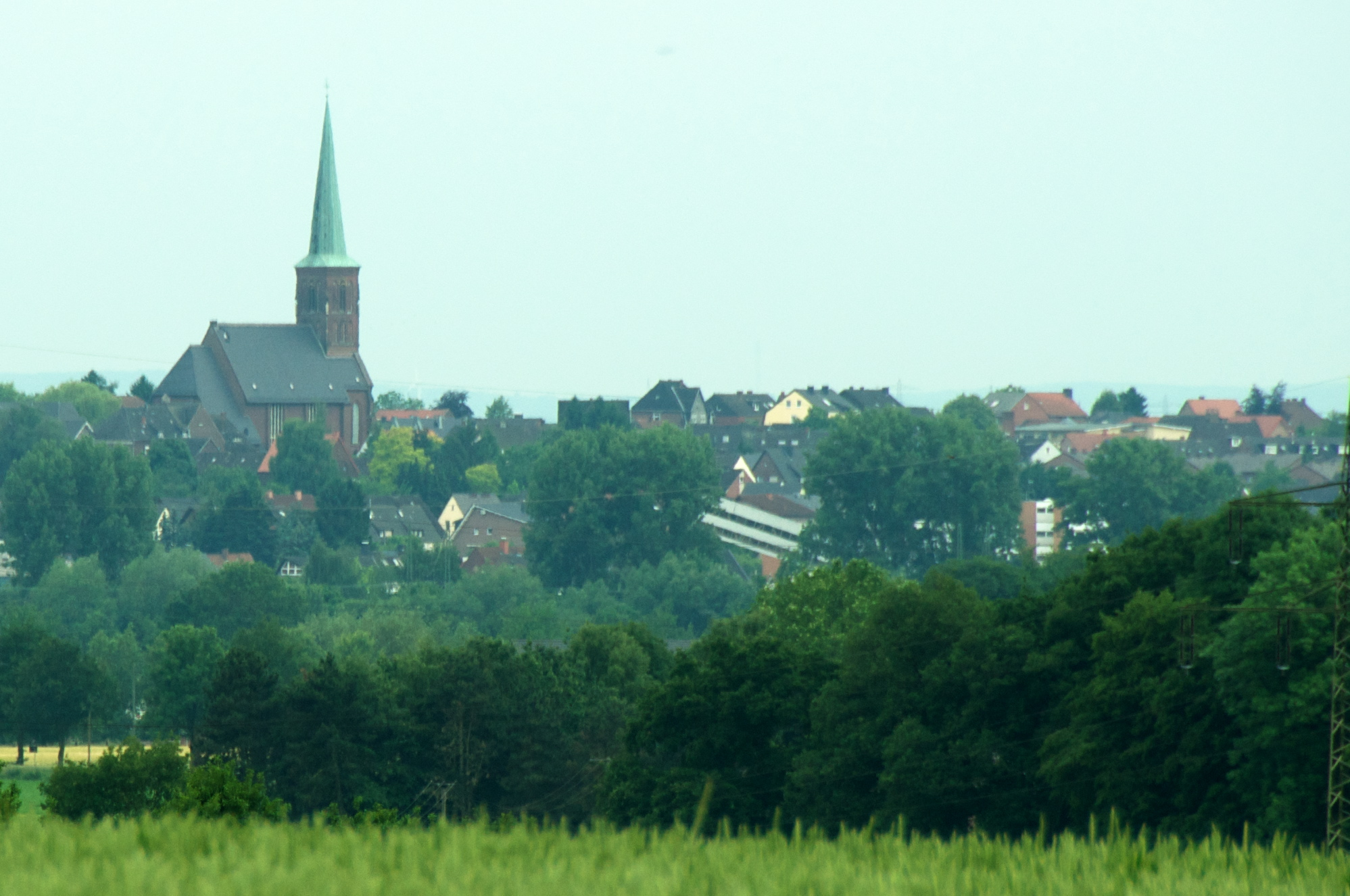
Blick vom Herrensteiner Knapp auf Hövel mit St. Pankratiuskirche

Eine St.-Pankratiuskirche im alten Höveler Ortskern gab es nach einer ungesicherten Überlieferung bereits nach 804 bzw. Anfang des 11. Jahrhunderts. Wenn sie überhaupt existierte, handelte es sich um eine sehr bescheidene Holzkirche. Anfang bis Mitte des 12. Jahrhunderts wurde an ihrer Stelle ein romanischer Sandsteinbau errichtet. Ende des 19. Jahrhunderts war dieser Bau zu klein geworden; das ursprüngliche Gebäude wurde durch die heutige Kirche ersetzt. Der Architekt Wilhelm Rincklake, Baumeister des Historismus in Westfalen, konzipierte im Jahre 1892 den Neubau. 1894 waren die Bauarbeiten beendet. Bei einem Fliegerangriff am 23. März 1944 legten zwei Bomben das Kirchenschiff in Schutt und Asche. Die heutige Kirche wurde nach den Plänen von Eberhard Michael Kleffner und Christa Kleffner-Dirxen unter Einbeziehung des alten Westwerks im Stil der 1950er Jahre errichtet. 1954 begann unter der Regie von Pfarrer Wilhelm Weber die Wiedererrichtung des Gebäudes. Weihbischof Heinrich Baaken weihte in einem feierlichen Pontifikalamt am 3. November 1957 die Kirche wieder ein. Sachlichkeit und Strenge des hoch aufstrebenden Innenraums werden durch das Anfang der achtziger Jahre des zwanzigsten Jahrhunderts über dem Altar aufgebrachte, großflächige Mosaik gemildert. Dieses stellt den auferstandenen Jesus Christus dar. Die Glocken von 1511 und 1678 sind denkmalgeschützt. Unweit der Kirche findet sich an der Straße „Am Wemhof“ das nunmehr als Gemeindesaal von St. Pankratius genutzte – 1564 errichtete und ebenfalls denkmalgeschützte – Alte Pastorat. Das Gebäude ist als Münsterländer Hallenhaus errichtet. Direkt neben dem Pastorat befindet sich ein zweistöckiger, in der Zeit um 1700 errichteter Fachwerkspeicher.

##### St.-Stephanus-Kirche Bockum
Die St.-Stephanus-Kirche im Ortsteil Bockum wurde in den Jahren 1905 bis 1907 errichtet. Sie dient als Ersatz für die gotische sogenannte Alte Kirche, deren Existenz für das Jahr 1092 urkundlich bestätigt ist und die um die Wende vom 19. zum 20. Jahrhundert wegen des Bevölkerungswachstums zu klein geworden war. Bockumer Bürger brachten sie, wie in Bockum überliefert wird, gemeinsam zum Einsturz, um den denkmalschutzrechtlichen Bestimmungen zu entgehen, die den Erhalt des mittelalterlichen Kleinods vorsahen. Es existiert eine Überlieferung, nach der sich an dieser Stelle bereits kurz nach 804 bzw. Mitte des 11. Jahrhunderts eine kleine, hölzerne Kirche befand; diese hat jedoch als ungesichert zu gelten.

##### St.-Michaels-Kapelle
Die St.-Michaels-Kapelle stand zwischen 1708 und 1977 im Ortsteil Bockum an der Ecke Hammer Straße/Stockumer Straße.

##### Christus-König- und Herz-Jesu-Kirche
Da die Pfarrkirchen St. Pankratius in Hövel und St. Stephanus in Bockum, gemessen an der Einwohnerzahl, zu klein wurden und die Kolonie Radbod sich enorm vergrößert hatte, ging man in beiden Pfarreien daran, zwei neue Kirchen in der Kolonie zu erstellen. Man begann mit Sammlungen für diesen Zweck, als der Bischof von Münster und die Provinz Westfalen den beiden Pfarrgemeinden jeweils eine Haus- und Kirchenkollekte gewährten. Bald waren Baufonds in beträchtlicher Höhe zusammengetragen. Zwar war auch eine große Kirche in der Mitte der Kolonie angeregt worden. Doch haben sich die beiden Pfarreien St. Pankratius und St. Stephanus für jeweils eine von ihnen zunächst noch abhängige Rektoratsgemeinde und die dazu gehörenden Kirchen entschieden.
Man begann an der Hammer Straße mit dem Bau der Herz-Jesu-Kirche und des Pfarrhauses. Am 2. Mai 1928 wurde die Kirche unter großer Anteilnahme der Bockumer Bevölkerung durch den Bischof eingeweiht. Sie war zunächst Rektoratskirche der St.-Stephanus-Gemeinde. Erster Rektor der Herz-Jesu-Gemeinde wurde Johannes Wellekötter, der seit 1924 als Vikar der St.-Stephanus-Gemeinde gewirkt hatte. Am 1. Juni 1939 wurde die Rektoratsgemeinde Herz-Jesu zur Pfarrgemeinde erhoben. Ihr erster Pfarrer wurde Rektor Wellekötter, der 1943 als Pfarrer in die St.-Stephanus-Gemeinde zurückkehrte. In der Herz-Jesu-Gemeinde folgte ihm Pfarrer Clemens Hörster, der 1968 vom Pfarrer Norbert Brockhinke abgelöst wurde. Ihm folgte Leonard Rollnik.
In Hövel legte man am 30. Oktober 1927 den Grundstein zum neuen Gotteshaus an der Eichstedtstraße. Ihren Namen, Christus-König-Kirche, erhielt das Gebäude im Hinblick auf das im Jubiläumsjahr 1925 von Papst Pius XI. für die Gesamtkirche eingeführte Christkönigsfest. Der Sakralbau wurde am 25. Oktober 1928 vom Bischof eingeweiht. Pfarrrektor wurde Kaup. Die neue Gemeinde war zunächst Rektoratsgemeinde der St.-Pankratius-Pfarre. Unter Pfarrrektor Wansing wurde sie am 1. April 1952 zur Pfarrgemeinde erhoben, deren erster Pfarrer er auch wurde. Ihm folgte Pfarrer Hoppe, danach kam Pfarrer Küper. Aufgrund von Rissen in der Bausubstanz und der steigenden Zahl an Besuchern wurde anstelle des alten Kirchgebäudes ein Neubau geplant, der 1977 fertiggestellt werden konnte. Die 1928 erbaute Kirche brach man im Folgejahr ab. Erst 1987 wurde die Kirche um ihren Turm ergänzt.

##### Maria Königin
Als den katholischen Gläubigen im Westen des Hammer Nordens nach dem Zweiten Weltkrieg die Wege zur Herz Jesu-Kirche am Karlsplatz zu weit wurden, erwarben sie 1954 ein Grundstück am Rande eines Neubaugebietes und errichteten dort die Kirche Maria Königin. Mit der Zusammenlegung zur „Katholischen Kirchengemeinde Clemens August Graf von Galen“ wurde Maria Königin zur Filialkirche. Pfarrkirche ist die Herz Jesu-Kirche in Heessen, nicht zu verwechseln mit der gleichnamigen Kirche in Bockum-Hövel.

### Evangelische Kirche
Die Evangelische Kirchengemeinde Bockum-Hövel ist Teil des Kirchenkreises Hamm der Evangelischen Kirche von Westfalen (EkvW). Sie gliedert sich auf dem Stadtgebiet von Hamm in drei Gemeindebezirke, die Bezirke I. Kreuzkirche, II. Katharina-Luther-Centrum, und IV. Auferstehungskirche. Der Gemeindebezirk III. Paul-Gerhardt-Haus (Walstedde) und Auferstehungskirche (Herbern) liegt auf dem Gebiet der Stadt Drensteinfurt und der Gemeinde Ascheberg.

#### Kirchgebäude bzw. evangelische Kirchen

##### Kreuzkirche
Die evangelische Kreuzkirche wurde im Jahr 1912 im neuromanischen Stil errichtet, nachdem die noch im 19. Jahrhundert sehr kleine evangelische Gemeinde nach der Gründung der Zeche Radbod stark wuchs. Auch die Kreuzkirche wurde im Zweiten Weltkrieg stark beschädigt, jedoch konnten die Kriegsschäden schon 1950 behoben werden.

##### Auferstehungskirche
Nachdem man im Jahre 1956 ein Grundstück in Hövel an der Uphofstraße erworben hatte, wurden am 1. November 1960 die Pfarrbezirke neu eingeteilt. Am 19. Mai 1962 erfolgte die eigentliche Grundsteinlegung; das Richtfest konnte zusammen mit dem des Pfarrhauses feierlich begangen werden. Nach einer langen Winterperiode, in der die Arbeiten eingestellt werden mussten, wurde am 6. Oktober 1963 die zweite selbständige evangelische Kirche durch Präses D. Wilms eingeweiht.
Die Einweihung der vom Bochumer Verein gegossenen Glocken erfolgte am 31. Dezember 1963. 1964 wurde eine Orgel angeschafft. Erster Pfarrer dieser Kirche war Pastor Georg Stöcker (zuvor Pfarrer der Kreuzkirche).

##### Katharina-Luther-Zentrum
Mit dem Katharina-Luther-Zentrum verfügt die evangelische Kirche seit 1989 über ein weiteres Kirchgebäude auf Bockumer Gebiet.

##### Johanneskirche
Der Hammer Norden ist durch die denkmalgeschützte Johanneskirche von 1938 erschlossen.

### Evangelisch-Freikirchliche Gemeinde
Die Entstehung dieser Gemeinde ist aufs Engste mit der Entwicklung der Zeche Radbod verbunden. Die ersten Gemeindemitglieder kamen nämlich als Arbeiter und Angestellte der Zeche nach Bockum-Hövel. Sie schlossen sich zur Gemeinde zusammen und konnten im Laufe der Jahre weitere Angehörige ihrer Glaubensrichtung aus Sachsen, Schlesien und Ostpreußen nach Bockum-Hövel holen. Zunächst wurden sie von Dortmund aus betreut. Bereits 1906 versammelten sich die Christen der Evangelisch-Freikirchlichen Gemeinde in Häusern zu Gottesdiensten und Gebetsstunden. Sie nannten sich vor 1942 Baptisten. Im Jahre 1912 gelang es der Gemeinde, die ehemalige Notkirche der evangelischen Gemeinde an der Kaiserstraße 1 (heutige Friedrich-Ebert-Straße) zu beziehen, nachdem am 17. November 1912 die evangelische Pfarrkirche eingeweiht worden war. Die Notkirche wurde von 1912 bis 1947 angemietet. Sie wurde zunächst vormittags von der evangelischen Pfarrgemeinde als Gotteshaus genutzt. Nach dem Neubau der evangelischen Kirche im Jahre 1912 stand die Kirche den Baptisten alleine zur Verfügung.
1916 entstand eine Sonntagsschule. Obwohl noch keine selbstständige Gemeinde, beriefen die Bockum-Höveler Baptisten Johannes Schneider als ersten Prediger. Dank des missionarischen Engagements des Predigers wuchs die Gemeinde bis zum Gründungsfest der Baptisten-Gemeinde Radbod am 22. Juni 1919 auf 112 Mitglieder an. Es bildeten sich bald eine Jugendgruppe und ein Mädchenchor.
Johannes Schneider war bis 1924 tätig. Bis 1928 leitete die Gemeinde ein Prediger von auswärts. Von 1928 bis 1930 war Walter Harnisch und von 1933 bis 1939 Julius Schlüsser als Prediger tätig. Während der Kriegsjahre übernahmen Gemeindemitglieder den Predigtdienst.
1945 kam Prediger Wilhelm Mecklenburg nach Hövel. Er ließ die im Zweiten Weltkrieg stark zerstörte Notkirche im Jahre 1947 abreißen. Daraufhin wurde in Eigenleistung ein Kapellenraum mit einer Predigerwohnung errichtet. Das Grundstück ging später in das Eigentum der Gemeinde über.
Weitere Prediger der Gemeinde waren: Walter Schmidt (1953 bis 1960), Ernst Schiffer (1960 bis 1966), Albert Wilhelms (1966 bis 1970), Klaus Bloedhorn (nach 1970).

### Weitere Bekenntnisse
Daneben gibt es noch eine Gemeinde der Kirche Jesu Christi der Heiligen der Letzten Tage und drei islamische Gemeinden, welchen vorwiegend Türken angehören.

## Denkmäler (Sehenswürdigkeiten)

### Industriedenkmal Zeche Radbod

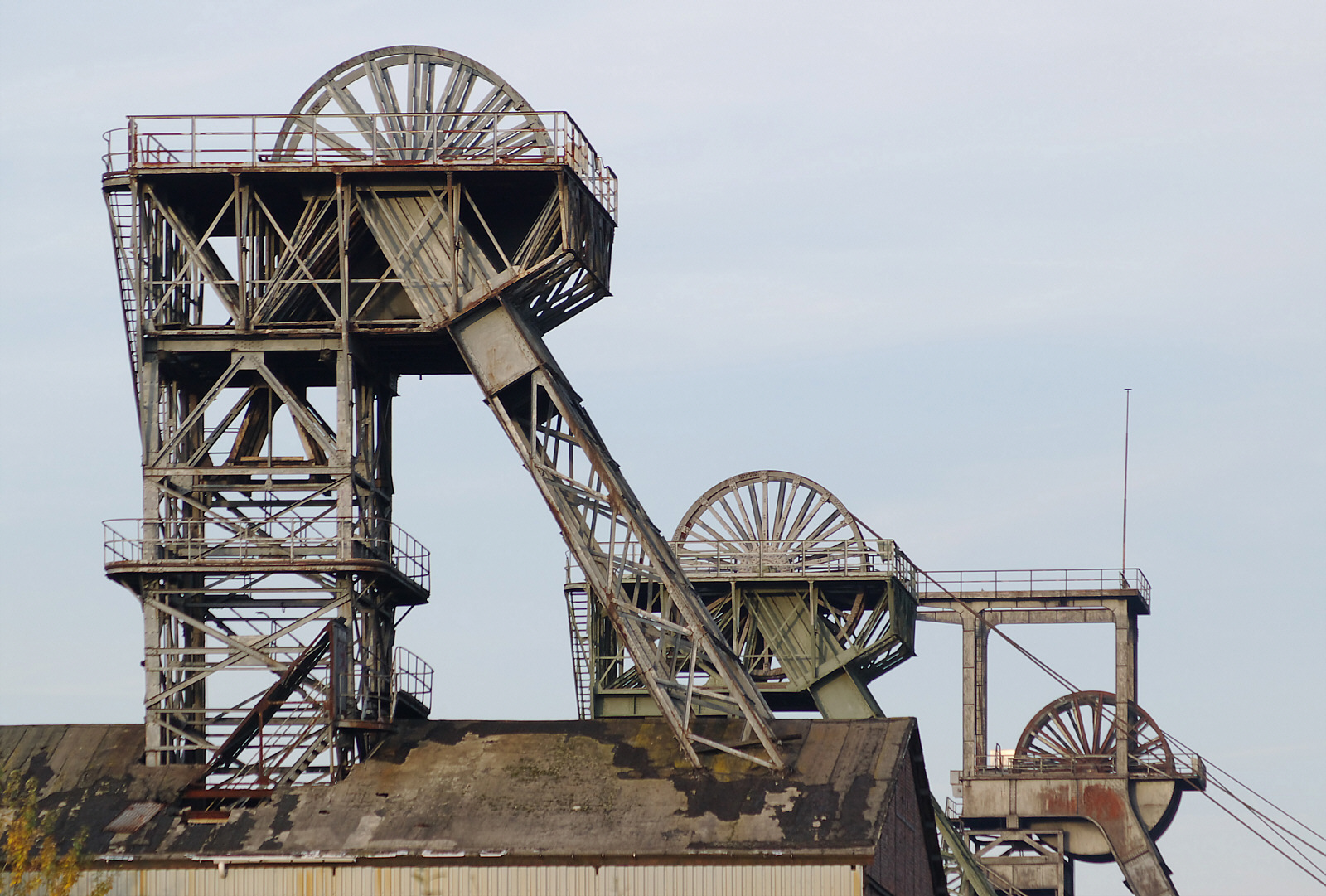
Fördertürme Zeche Radbod

Das Industriedenkmal Zeche Radbod mit Fördertürmen, Fördergerüsten mit Hängebank über Schacht 1 und 2 sowie die zugehörigen Maschinen bezeugt den stadtprägenden Bergbau des letzten Jahrhunderts. Die Fördermaschinenhäuser der Zeche Radbod wurden in den Jahren 1905/06 im Stil des Historismus erbaut. Rundbogenfriese, Lisenen sowie der Wechsel von Backstein- und Putzfeldern gliedern die Fassaden. Im Innern befinden sich dampfbetriebene Zwillings-Tandem-Fördermaschinen von 1907 und 1908, die zu den wenigen noch erhaltenen in Nordrhein-Westfalen gehören. In einigen Gebäuden des Haupteingangsbereiches befindet sich das soziokulturelle Zentrum Kulturrevier Radbod.

### Bergmannsdenkmal

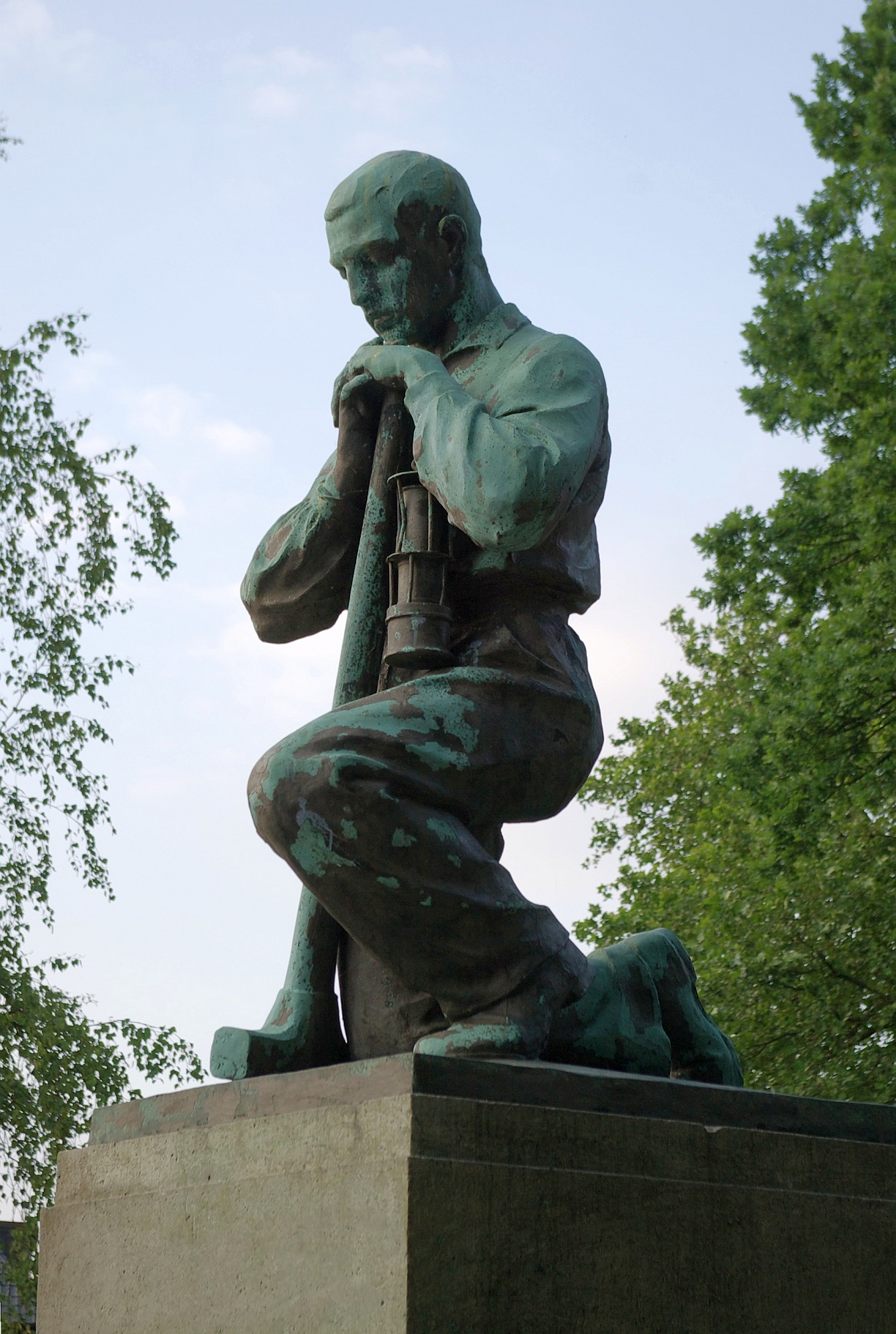
Bergmannsdenkmal

Das Bergmannsdenkmal in der Ermelinghofstraße erinnert an das Grubenunglück von 1908. Die Toten wurden hier in zwei Massengräbern auf dem alten Friedhof in Hövel bestattet. Drei Jahre nach dem Unglück hat die Bergwerksgesellschaft Trier auf dem Ehrenfriedhof ein Denkmal nach einem Entwurf von Prof. Ernst Müller-Braunschweig errichtet. Das Denkmal besteht aus drei Teilen. In der Mitte erhebt sich auf hohem Sockel ein etwa 6 m hohes Dolomit-Steinkreuz. Zu beiden Seiten des Kreuzes sind zwei Wände mit Sitzbänken – ebenfalls aus Dolomit – angebracht, in denen sich oberhalb der Bänke insgesamt 20 Tafeln mit den 350 Namen der verunglückten Bergleute befinden. Aus der Mitte dieser Wände schiebt sich gegenüber dem Kreuz je ein 2 m hohes Postament, auf dem an der linken Seite ein kniender, betender Bergmann, auf der rechten Seite zwei trauernde Frauen stehen. Unter dem Kreuz steht auf einer Tafel: „Dem Andenken der auf Zeche Radbod am 12. November 1908 verunglückten Bergleute.“ Auf der Rückseite steht: „Gewidmet von der Bergwerksgesellschaft Trier.“

### Haus Ermelinghof (Geinegge 38)

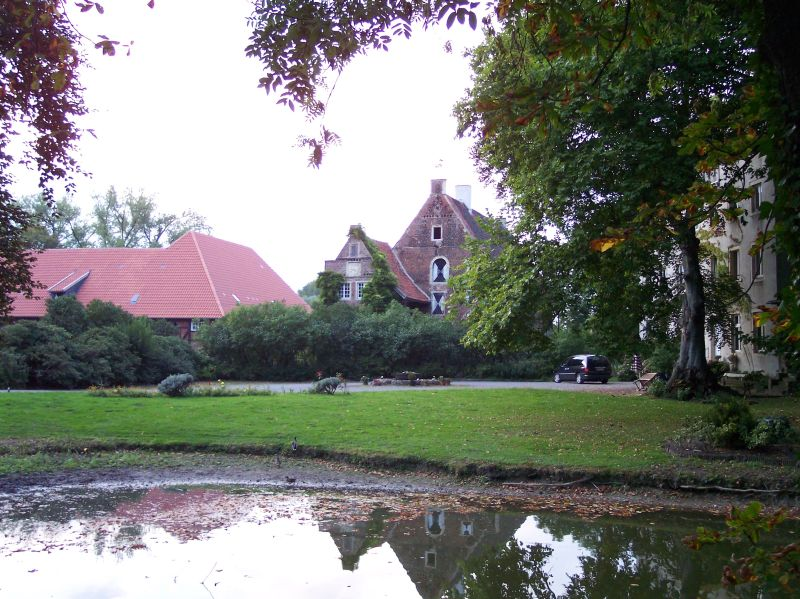
Haus Ermelinghof

Mit Haus Ermelinghof hat sich ein Gebäudeensemble verschiedener Kunstepochen erhalten. Seinen Namen soll das Herrenhaus von seinen ersten Bewohnern, der Familie von Ermel aus dem Geschlecht der Amalarich erhalten haben, die dort bis zum Ende des 13. Jahrhunderts lebte. Die das Anwesen umgebende Gräfte durchfließt der Mesenbach. Urkundlich erwähnt wurde Schloss Ermelinghof erstmals im Jahre 1350.
Die ursprüngliche und von der Familie von Aretin verwendete Form ist "Ermelinghoff".
Das Wasserschloss war von 1410 bis 1786 der Sitz eines Nebenzweiges der Adelsfamilie von Galen. Im Zuge eines Konkursverfahrens erwarb 1786 die Familie von Wintgen das Anwesen, welches durch die Heirat der Erbtochter Mathilde auf die Familie von Twickel überging, in welche sich nachherig die Familie von Aretin einheiratete.
Vor der Brückenüberfahrt zum Hof und zum Hauptgebäude befindet sich eine den „Brückenheiligen“ darstellende Statue des Johann von Nepomuk, anschließend daran ein klassizistisches Säulenportal von 1831. Sehenswert auch die 1654 dem Heiligen Bartholomäus geweihte, kleine verputzte dreijochige Kapelle mit pfannengedecktem Satteldach und Dachreiter mit Haube. Gegenüber dem nach einem Brand 1875 im neugotischen Stil errichteten Haupthaus befindet sich das zweistöckige – aus gebrannten Tonziegeln bestehende, mit Dreistaffelgiebel versehene – im Jahre 1620 gebaute und bis heute nahezu unveränderte Brauhaus.

### Weitere denkmalgeschützte Gebäude
- An der Johanneskirche, Evangelische Johanneskirche Hamm-Norden
- Erlenfeldstraße, Hochkreuzanlage auf dem Höveler Friedhof
- Ermelinghofstraße 6, kleines Fachwerkhaus mit Satteldach
- Ermelinghofstraße 12, Villa des Amtsmanns von Hövel, heute Kita
- Hammer Straße 72, ehemalige Windmühle (Handelsmühle)
- Hammer Straße 87, Katholische Pfarrkirche Herz Jesu und Pfarrhaus
- Hammer Straße 140, Evangelische Kreuzkirche

- Hauptstraße 7, Katholische Filialkirche St. Stephanus

- Hohenhöveler Straße 39–45, Schulze Hohenhövel (Haupt- und Gesindehaus)
- Horster Straße 231, Hofkreuz am Hof Stork
- Klostermühlenweg 40, ehemalige Klostermühle

- Kornmersch, ehemaliger Standort von Nienbrügge

- Leni-Schulze-Everding-Platz 2, Schulze Everding (Fachwerkspeicher)
- Memeler Straße 63, Hof Grieskamp (Haupthaus, Backhaus, Stall)
- Pankratiusplatz 2, ehemaliges Pastorat mit Fachwerkspeicher und zwei Glocken der Katholischen St. Pankratius-Kirche

- Stephanusplatz 5, giebelst. Fachwerkhaus am Kirchring
- Stockumer Straße, Bildstock „Zum guten Hirten“ (Bildplatte)
- Zechenbahnweg 3–18, Arbeitersiedlung von Architekt K. Siebold[34][69][70]

## Persönlichkeiten
- Bernhardine von Wintgen, * 13. Mai 1789 in Münster; † 15. Februar 1855 in Hövel, Haus Ermelinghof; war schriftstellerisch tätig, stand in Kontakt zu Annette von Droste-Hülshoff[71]
- Engelbert Holterdorf, * 1858; † 1925 in Oelde, Gründer der Tageszeitung Die Glocke
- Wilhelm Weber, * 3. Juni 1889 in Langenhorst; † 3. Februar 1963 in Bockum-Hövel, von 1939 bis 1963 Pfarrer der St. Pankratius-Gemeinde, war von November 1943 bis Anfang April 1945 wegen „staatsabträglichen Verhaltens“ in Münster und im KZ Dachau inhaftiert
- Adolf Brühl, bis 1933 Gemeindevorsteher in Hövel
- Wilhelm Deist, * 28. August 1898 in Holzwickede; † 5. März 1953 in Bockum-Hövel, Politiker, Landtagsabgeordneter 1946–1953
- Heinrich Portmann, * 5. Oktober 1905; † 30. April 1961 in Münster, katholischer Priester, Kirchenrechtler und Schriftsteller
- Karl Kottenhahn, * 27. April 1910 in Wattenscheid-Westenfeld; † 29. Dezember 1981, Politiker, von 1946 bis 1962 Gemeindevertreter in Bockum-Hövel und Mitglied des Kreistags Lüdinghausen, von 1956 bis 1958 stellvertretender Bürgermeister in Bockum-Hövel, von 1958 bis 1962 Mitglied des Landtages NRW
- Kurt Gruber, * 13. Mai 1912 in Hövel; † 20. März 1945 bei Schwege, Widerstandskämpfer
- Helga Zülch, * 11. November 1920; † 1. Februar 1949 in Buchholz, Theater- und Filmschauspielerin
- Knulp Goeke, * 9. Februar 1929; † 10. April 2005 in Wuppertal, früheres Mitglied des Landtages NRW
- Heinz Ungureit, * 24. August 1931; † 3. Mai 2025, Medienjournalist
- Manfred Fallisch, * 16. Dezember 1935, Fußballspieler bei Rot-Weiss Essen
- Norbert Edelkötter, * 26. April 1937; † 6. Februar 2015, langjähriger Leiter der Städtischen Musikschule Hamm (1979–1998)
- Peter Hertel, * 3. Oktober 1937, Theologe, Publizist und Autor
- Dorothea Richter, * 28. Februar 1938, Pfarrerin der Evangelischen Kirchengemeinde Bockum-Hövel (1968–2003)
- Ludger Edelkötter, * 26. Dezember 1940; † 24. Mai 2022 in Darmstadt, Komponist und Verleger
- Paul Sahner, * 21. Juni 1944, Journalist
- Bernard Dietz, * 22. März 1948, Fußballnationalspieler
- Dietmar Holland, * 1949, Musikwissenschaftler, Kritiker, Journalist, als Autor für NDR und BR tätig, Mitverfasser des Standardwerkes Csampai/Holland, Opernführer
- Karlheinz Langanke, * 13. Februar 1951, Kernphysiker
- Ulrich Schödlbauer, * 27. Mai 1951, Schriftsteller, Lyriker, Essayist
- Thomas Maria Weber, * 1953, habilitierter Archäologe
- Ralf Wosik, * 17. April 1958, Tischtennisspieler
- Andreas Pokorny, * 18. Juni 1968, ehemaliger Eishockeybundesligaspieler, bis 2010 Trainer
- Christoph Oertel, * 13. Juni 1960, Sounddesigner und Filmkomponist
- Joachim Masannek, * 1. September 1960, Jugendbuchautor und Filmregisseur
- Anke Genius, * 1964, Rundfunk-Moderatorin